# Regne d'Itàlia (1861-1946)
El Regne d'Itàlia (italià: Regno d'Italia) fou un estat fundat el 1861 durant la Unificació d'Itàlia sota la direcció de Piemont-Sardenya; i existí fins al 1946, quan els italians optaren per la república. El regne va ser el primer estat a incloure tota la península Itàlica des de la caiguda de l'Imperi Romà.
Durant l'època del règim del Partit Nacional Feixista, sota el dictador italià Benito Mussolini, entre 1922 i la seva destitució el 1943, sovint el regne va ser anomenat pels nacionalistes i pels feixistes l'Imperi Italià (italià: Impero Italiano), o el Nou Imperi Romà (italià: Nuovo Impero Romano, llatí: Novum Imperium Romanum), però aquests noms no s'empraren mai oficialment. El nom atorgat de manera més usual pels historiadors al Regne d'Itàlia durant el mandat de Mussolini i els feixistes és Itàlia feixista. Sota el feixisme, el regne s'alià amb l'Alemanya nazi en la Segona Guerra Mundial fins al 1943. Durant els dos darrers anys del conflicte, el Regne d'Itàlia passa a formar part dels aliats, després de la destitució de Mussolini com a primer ministre i la prohibició del Partit Feixista. Al nord, es formà un estat que continuà lluitant contra els aliats com un estat titella dels alemanys, la República Social Italiana, encapçalada encara per Mussolini i per feixistes fanàtics. Poc després de la guerra, el descontentament popular portà a la realització d'un referèndum el 1946 per a decidir si Itàlia continuava sent una monarquia o esdevenia una república. Els italians decidiren abandonar la monarquia i fundar la República d'Itàlia, que es manté en l'actualitat.

## Territori
El Regne d'Itàlia ocupava tot el territori que actualment ocupa Itàlia. El desenvolupament del territori del regne progressà des de la Unificació d'Itàlia fins al 1870. Durant molt de temps, però, no posseí ni Trieste ni Trentino – Tirol del Sud, que avui pertanyen a Itàlia i que no integraren fins al 1919. Després dels tractats de Versalles i de St. Germain, el regne obtingué Gorizia, Trieste i Istria (avui parts de Croàcia i Eslovènia), així com una petita porció de Dalmàcia. Després de la Segona Guerra Mundial, es fixaren les fronteres de la Itàlia actual i el regne abandonà les seves reclamacions territorials.
El Regne d'Itàlia també tenia colònies i protectorats, així com estats titelles, com les modernes Eritrea, Somàlia i Etiòpia, que formaren l'Àfrica oriental italiana, Líbia; Albània, Grècia, Kosovo (ocupada durant la II Guerra mundial) i Montenegro (ocupada durant la II Guerra mundial); així com una secció de 46 hectàrees a la Xina, a Tianjin (vegeu concessió italiana a Tianjin).

## Govern
El Regne d'Itàlia era teòricament una monarquia constitucional, si bé entre 1925 i 1943 va ser una dictadura feixista. El poder executiu pertanyia al monarca, i l'executava mitjançant ministres nomenats. Un parlament bicameral restringia el poder del monarca (un senat nomenat i una cambra de diputats electes)

## Monarques
Els monarques de la casa de Savoia que van regnar a Itàlia van ser:
- Víctor Manuel II (1861-78) – anterior rei de Sardenya i primer rei de la Itàlia unificada.
- Humbert I (1878-1900) – aprovà la Triple Aliança amb Alemanya i l'Imperi austrohongarès.[1] Va ser assassinat el 1900 per un anarquista.
- Víctor Manuel III (1900-46) – rei d'Itàlia durant les dues guerres mundials.
- Humbert II (1946) – el darrer rei d'Itàlia. Va haver d'abandonar el país quan els italians van votar a favor de la República en referèndum.

## ElRisorgimento: la unificació italiana, 1859-1870

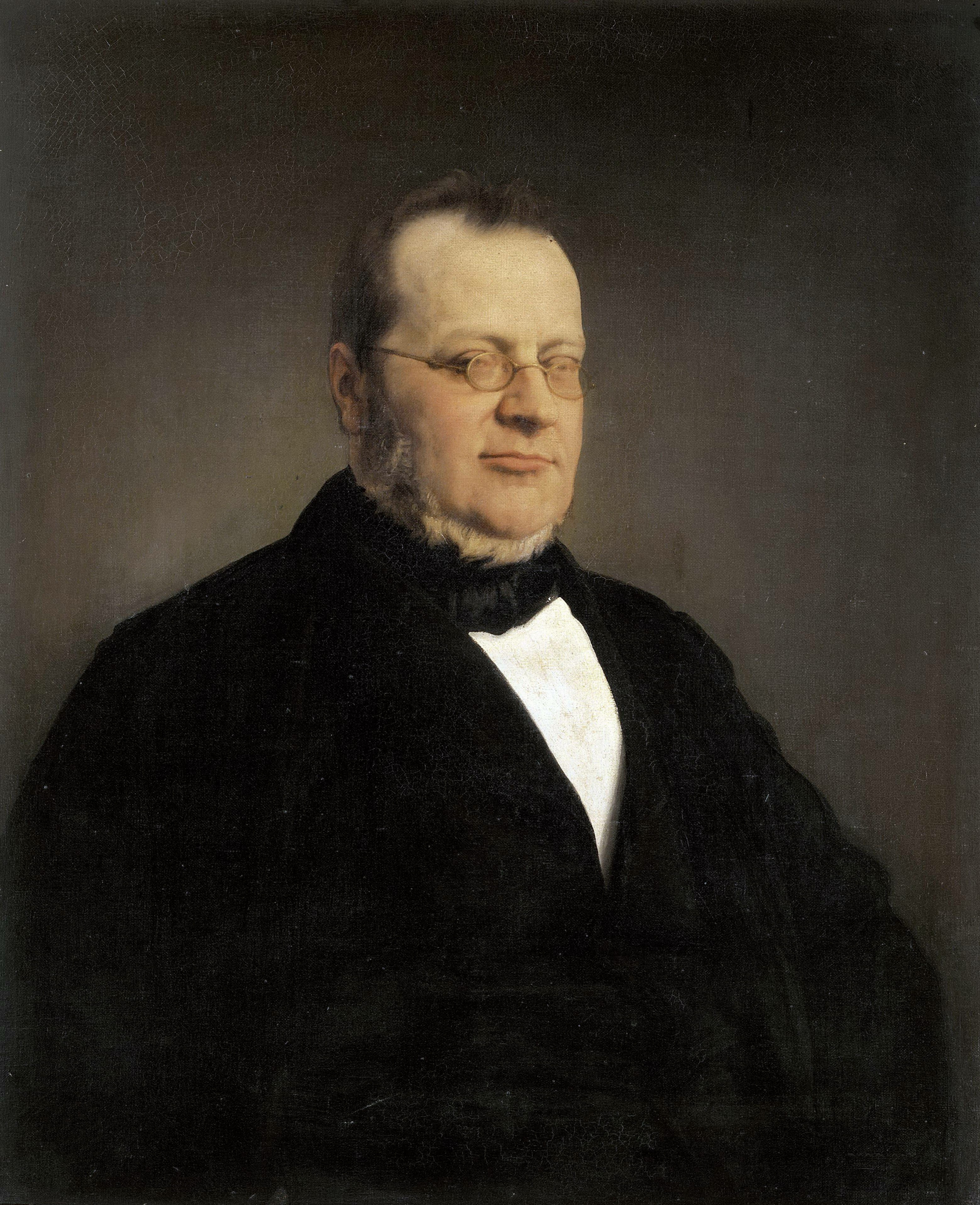
El comte de Cavour, el primer primer ministre italià i líder de la unificació monàrquica al nord

La creació del Regne d'Itàlia va ser el resultat dels esforços dels nacionalistes italians i dels monàrquics lleials a la dinastia Savoia per establir un regne que integrés tota la península italiana. Va ser l'inici de l'estat italià modern i el segon estat que va unir tota la península des de l'Imperi Romà.
Després de les Revolucions de 1848, aparentment el líder del moviment de la unificació italiana era el nacionalista italià Giuseppe Garibaldi. Era popular entre els italians del sud i era famós pels seus seguidors extremadament lleials. Garibaldi dirigí una república unificada a la Itàlia Sud, però al nord, la casa de Savoia, que regnava a Sardenya, un estat piamontès de facto, governat per Camillo Benso, comte de Cavour, també tenia ambicions per establir un estat italià unificat. Tot i que el regne no tenia una connexió física amb Roma (considerada de manera natural la capital italiana), el regne havia desafiat Àustria en la Segona guerra de la independència italiana, alliberant Llombardia i Venècia del mandat austríac. El regne també havia establert importants aliances que ajudaren a millorar la possibilitat de la unificació italiana, com amb el Regne Unit i França en la Guerra de Crimea. Sardenya era dependent de França i, el 1860 es veié obligada a cedir territori a França per mantenir-ne relacions.
Cavour es mogué per estimular els esforços republicans de Garibaldi per organitzar revoltes populars als Estats Pontificis. Emprà aquestes revoltes com a pretext per envair el país, encara que la invasió no agradés als catòlics, als quals se'ls havia dit que la invasió era per protegir l'Església catòlica romana dels republicans anticlericals de Garibaldi. Només quedà una petita porció dels Estats Pontificis als voltants de Roma sota el control del papa Pius IX. Tot i les seves diferències, Cavour acordà incloure la Itàlia Sud de Garibaldi, permetent-los ajuntar-se a la Unió amb Piemont-Sardenya el 1860. Consegüentment, Cavour declarà la creació del Regne d'Itàlia el 18 de febrer de 1861, compost per la Itàlia Nord i Sud. El rei de Sardenya-Piemont de la dinastia Savoia va ser declarat rei d'Itàlia. Aquest títol havia estat desert des del'abdicació de Napoleó I de França el 6 d'abril de 1814.

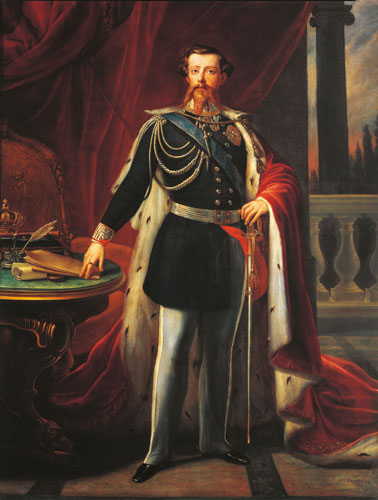
El rei Víctor Manuel II d'Itàlia, el primer rei d'una Itàlia unificada

Tot seguint la unificació de la major part d'Itàlia, les tensions entre els monàrquics i els republicans esclataren. L'abril del 1861, Garibaldi entrà al parlament italià i desafià el lideratge de Cavour, acusant-lo de dividir Itàlia i parlant de l'amenaça d'una guerra civil entre el regne al nord i les seves forces del Sud. El 6 de juny de 1861, l'home fort del regne, Cavour, va morir. Durant els moments d'inestabilitat política, Garibaldi i els republicans incrementaren el to revolucionari. La detenció de Garibaldi el 1862 despertà controvèrsies.

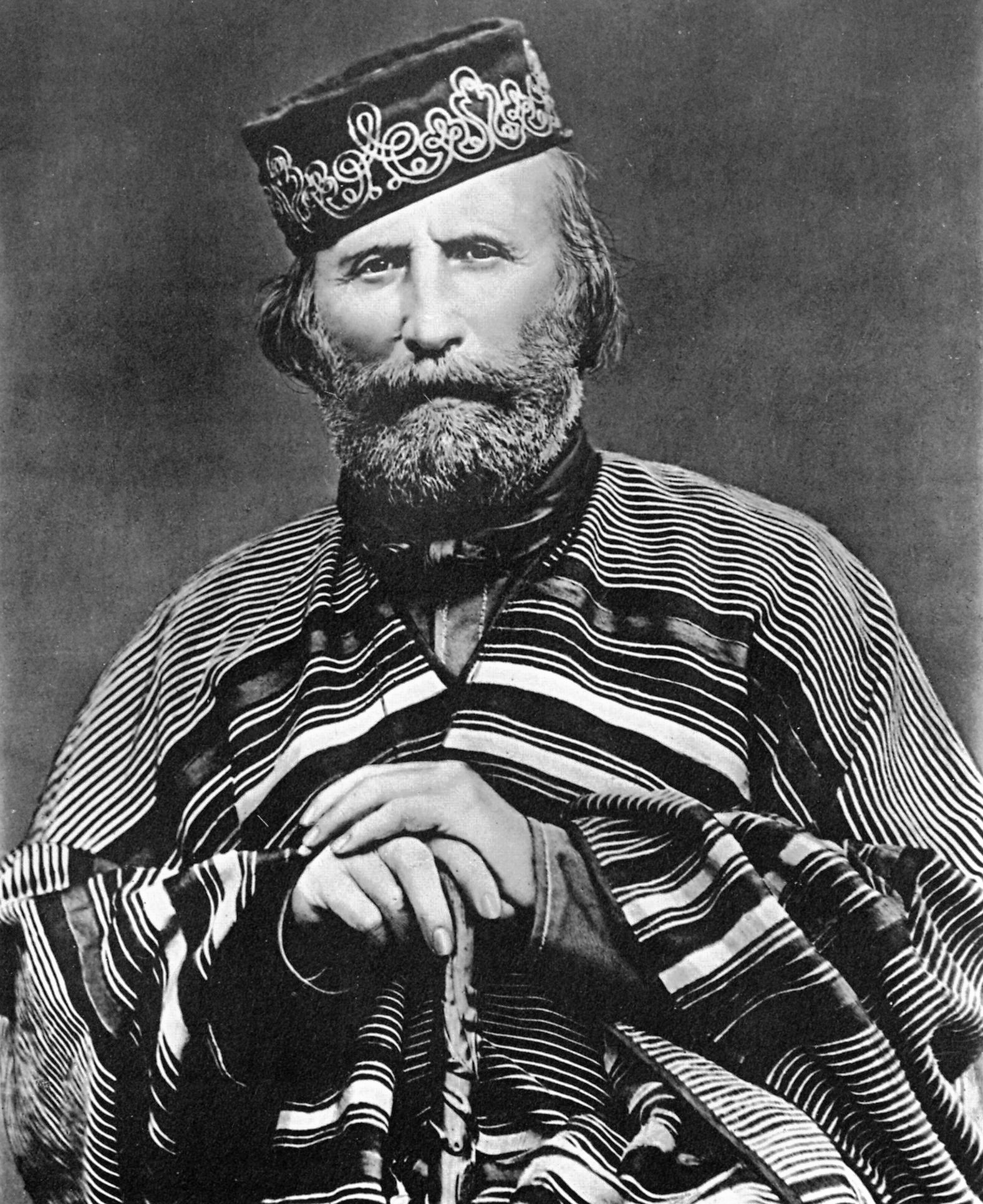
Giuseppe Garibaldi, líder del moviment d'unificació republicà al sud d'Itàlia

El 1866, el primer ministre de Prússia, Otto von Bismarck, oferí a Víctor Manuel II una aliança amb el Regne de Prússia en la Guerra austroprussiana. A canvi, Prússia permetria a Itàlia annexionar-se Venècia, llavors en mans austríaques. El rei aprovà l'aliança i començà la Tercera Guerra de la Independència. Itàlia va fer un paper ben pobre en la guerra, amb un exèrcit mal organitzat contra Àustria, però la victòria de Prússia permeté a Itàlia annexionar-se Venècia. El principal obstacle per a la unitat italiana seguia sent Roma.
El 1870, Prússia entrà en guerra amb França, i s'inicia la Guerra francoprussiana. Per mantenir el gran exèrcit prussià, França abandonà les seves posicions a Roma per tal de lluitar contra els prussians. Itàlia es beneficià de la victòria prussiana i va poder prendre els Estats Pontificis de l'autoritat francesa: la unificació italiana s'havia completat, i poc després la capitalitat d'Itàlia es movia cap a Roma. Les condicions econòmiques a la Itàlia unificada eren pobres: no hi havia ni indústria ni facilitats de transport, hi havia un grau d'extrema pobresa (especialment al Mezzogiorno, una gran incultura, i només un petit percentatge dels italians tenia dret a vot. El moviment d'unificació havia depès del suport de potències estrangeres durant molt de temps i seguiria així.
Després de la captura de Roma el 1870 de les forces franceses de Napoleó III, les relacions entre Itàlia i la Santa Seu serien nul·les durant els següents 60 anys, amb els papes declarant-se presoners al Vaticà. L'Església catòlica protestà sovint per les accions del govern italià, refusant trobar-se amb els enviats del rei i ordenant als catòlics que no votessin en les eleccions italianes. No seria fins al 1929 que es restaurarien les relacions entre Itàlia i el Vaticà després de la signatura dels pactes del Laterà.

## Període liberal

### Govern
Després de la unificació, els polítics italians afavoriren el liberalisme: la dreta va quedar fragmentada per regions, i el primer ministre conservador Marco Minghetti només es mantenia en el poder mitjançant polítiques d'esquerres (com la nacionalització dels ferrocarrils) per calmar a l'oposició. El 1876, Minghetti va ser reemplaçat pel liberal Agostino Depretis, que començà el llarg període liberal. Aquest període va estar marcat per la corrupció, la inestabilitat del govern, el manteniment de la pobresa al sud del país i l'ús de mesures autoritàries.
Depretis començà el seu mandat com a primer ministre iniciant una idea política experimental anomenada transformismo. La teoria del transformismo era que el govern hauria de triar una sèrie de polítics moderats i de cap partit en concret. En la pràctica, el transformismo va ser autoritari i corrupte, Depretis va pressionar els districtes perquè votessin els seus candidats si volien guanyar concessions favorables quan Depretis fos al poder. Els resultats de les eleccions de 1876 van portar només 4 representants electes de la dreta, i permeteren que el govern fos dominat per Depretis. Les accions despòtiques i corruptes van ser la clau en la qual Depretis es recolzà per mantenir el suport al sud. Depretis ben aviat adoptà mesures autoritàries, com prohibir les manifestacions públiques, enviar individus "perillosos" a l'exili intern o a remotes illes penals als voltants d'Itàlia i adoptà polítiques militaristes. Tanmateix, elaborà polítiques sorprenents per al seu temps, com l'abolició de la detenció per deutes, fent gratuïta i obligatòria l'educació elemental i acabant l'ensenyament religiós obligatori en les escoles elementals.
El 1887, Francesco Crispi esdevingué primer ministre i començà a enfocar els esforços governamentals en la política exterior. Crispi treballà per fer d'Itàlia una gran potència mundial incrementant les expedicions militars i advocant per l'expansionisme, i intentant guanyar-se el favor alemany. El 1882 s'uní a la Triple Aliança, que incloïa Alemanya i Àustria-Hongria el 1882, i que romangué oficialment intacta fins al 1915. Mentre que ajudava Itàlia a desenvolupar-se estratègicament, continuà amb el transformismo i era autoritari, i arribà a suggerir un cop l'ús de la llei marcial per bandejar els partits de l'oposició. Tot i l'autoritarisme, Crispi desenvolupà polítiques liberals com l'Acta de Salut Pública de 1888 i establí tribunals per controlar els abusos de govern.

### Economia
Amb la unificació, el nou regne hagué d'encarar greus problemes econòmics, així com una gran divisió econòmica. En el període liberal, Itàlia continuà sent molt dependent econòmicament del comerç exterior i del preu internacional del carbó i el gra.
Fins a la unificació, Itàlia estava formada per una societat predominantment agrícola, en la qual gairebé el 60% de la població activa treballava en l'agricultura. Els avenços en la tecnologia, la venda de grans propietats dels Estats Pontificis, la competència estrangera i les exportacions transformaren ràpidament el sector agrícola a Itàlia després de la unificació. Però, tots aquests desenvolupaments no beneficiaren tot Itàlia en aquest període, i l'agricultura del sud patia de grans sequeres i un terreny àrid, a més que la presència de la malària feia que grans parts de la costa adriàtica no es poguessin treballar.
L'exagerada atenció que es donà a la política exterior va fer que la comunitat agrícola italiana es veiés alienada, comunitat que ja estava en declivi des de 1873. Tant les forces radicals com les conservadores al parlament italià demanaren com es podria millorar l'agricultura a Itàlia. La investigació que s'inicià el 1877 i que lliurà les seves conclusions 8 anys després mostrà que l'agricultura no millorava, que els terratinents treien beneficis per les seves terres i que gairebé no contribuïen al desenvolupament de la terra. Molts dels treballadors agrícoles no eren serfs, però només se'ls contractava per un any. Els serfs es veien forçats a malviure amb poc de menjar; les malalties s'estenien veloçment, i es produïren diverses plagues, inclosa una gran epidèmia de còlera que causà la mort d'unes 55.000 persones.
El govern italià no podia arranjar la situació amb efectivitat, car el govern de Depretis havia deixat grans deutes al país. Itàlia també patia econòmicament com a conseqüència d'una sobreproducció de raïm als ceps: a les dècades de 1870 i 1880, la indústria vinícola francesa patia per la malaltia del vi, causada pels insectes. Però després de la recuperació de França el 1888, el sud d'Itàlia produïa amb excés i va veure's obligada a deixar de produir tant, la qual cosa causà un gran atur i fallides econòmiques.
Durant la dècada de 1870, el govern italià invertí grans sumes en el desenvolupament del ferrocarril, construint més de la longitud de la línia ferroviària existent a Itàlia entre 1870 i 1890.
La població italiana continuava tremendament dividida entre una elit poderosa i treballadors empobrits. Un cens del 1881 mostrà que més d'un milió de treballadors del sud eren jornalers crònicament sense treball i que molt sovint havien d'emigrar temporalment per tal de poder-se mantenir econòmicament. Els pagesos del sud sovint mantenien un estat de conflicte i revolta a les darreries del segle xix contra els terratinents. Hi havia excepcions a la pobresa generalitzada de la pagesia del sud, especialment en les zones de la rodalia de ciutats com Nàpols i Palerm, o a la costa tirrena. La Comissió d'Investigació del Sud de 1910 indicà que el govern havia fracassat en la missió de reduir les grans diferències econòmiques i la limitació del dret de vot a només a aquells que tenien prou propietats, que permetia als rics terratinents explotar els pobres.

### Cultura i societat

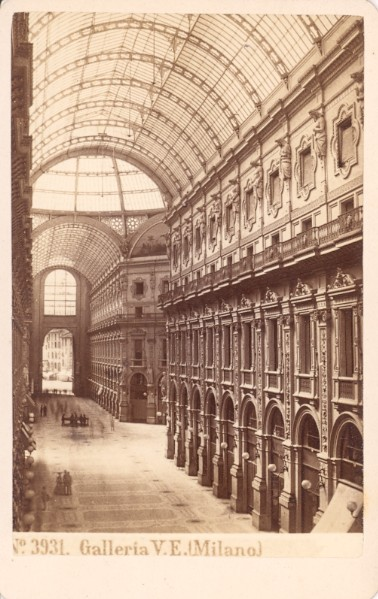
Les galeries Vittorio Emanuele II de Milà. Una obra mestra de l'arquitectura creada a la dècada de 1880 i batejada en honor del primer rei d'Itàlia, Víctor Manuel II

El pòsit cultural comú a Itàlia en aquesta època era el conservadorisme social, incloent-hi una gran creença en la família com a institució i els valors patriarcals. En altres qüestions, la cultura italiana estava dividida: les famílies nobles, aristòcrates i de classe mitjana-alta eren altament tradicionals, amb la classe alta arreglant les seves disputes amb duels. Després de la unificació, molts descendents de l'antiga noblesa reial esdevingueren residents italians, sumant fins a 7.387 famílies nobles al país. Gran part de la noblesa italiana eren grans terratinents, que mantenien una societat feudal que volia perpetuar el sistema agrícola de gran utilització de pagesos. La societat italiana en aquest període continuava estant molt dividida entre subsocietats regionals i locals, que sovint mantenien rivalitats històriques.
Fins a la unificació, Itàlia no tenia una única llengua nacional, ja que l'italià com a tal només era emprat comunament a Roma, mentre que a la resta del país dominaven els idiomes regionals. Fins i tot el primer rei del país, Víctor II parlava habitualment en piamontès, fins quan es dirigia als seus ministres. A més, l'analfabetisme estava molt estès en aquesta època, amb el cens de 1871 indicant que el 61,9% dels homes i el 75,7% de les dones del país eren analfabets. Aquesta taxa d'analfabetisme era molt més elevada que als països de l'Europa occidental en la mateixa època. Alguns historiadors afirmen que el cens d'aquesta època per a l'analfabetisme era molt lax, ja que només es demanava que poguessin escriure el seu propi nom i llegir un senzill passatge, la qual cosa podria indicar que aquesta taxa era molt més alta del que indicava el cens. El nivell d'analfabetisme s'explicava perquè a Itàlia existien molt poques escoles públiques fins a la unificació i no hi havia una premsa popular disponible per tot Itàlia per la gran divisió lingüística creada pels idiomes regionals. El govern italià en el període liberal provà reduir l'analfabetisme mitjançant la creació d'escoles estatals per ensenyar l'idioma italià. L'alfabetisme i l'analfabetisme variaven de nivells a les diferents regions italianes on hi havia diferents nivells de qualitat d'educació pública, i eren les zones del sud les més deprimides, ja que eren les quals rebien menys fons.
L'esperança de vida era molt baixa durant el període liberal, en especial a les regions meridionals a causa de diverses malalties com la malària i diverses epidèmies que tingueren lloc en el període. En un inici, el 1871 hi havia una molt alta taxa de mortalitat, que arribava fins al 30 per mil, que s'arribà a reduir fins al 24,2 per mil a la dècada de 1890. A més, la taxa de mortalitat infantil durant el primer any de vida del nadó el 1871 era del 22,7%, mentre que la taxa de mortalitat de menors de 5 anys era superior al 50%. La taxa de mortalitat infantil entre els nadons de menys d'un any de vida descendí fins al 17,6% entre 1891 i 1900.

### El colonialisme primerenc
Durant aquest govern es desenvoluparen una sèrie de projectes colonials. Estaven dirigits a guanyar el suport dels nacionalistes i dels imperialistes italians, els quals volien reconstruir un Imperi Romà. En aquells moments, Itàlia ja tenia assentaments a Alexandria, El Caire i Tunísia. Primer, Itàlia provà de guanyar colònies mitjançant altres potències per fer concessions colonials. Aquestes negociacions fracassaren. Itàlia envià missioners a terres sense colonitzar per investigar el potencial per a una futura colonització italiana: la zona més prometedora i realista era a l'Àfrica. Els missioners van establir una base a Massawa (avui Eritrea) a la dècada de 1830 i es van endinsar a Etiòpia.
El 5 de febrer de 1885, poc després de la caiguda del mandat egipci a Khartum, Itàlia prengué avantatge del conflicte egipci amb l'Imperi britànic desembarcant soldats a Massawa. El 1888, Itàlia s'annexionà Massawa per la força, i creà la colònia de l'Eritrea Italiana.
El 1895, Etiòpia, regida per l'emperador Menelik II, abandonà un acord signat el 1889 per seguir la política exterior italiana, i Itàlia aprofità la renúncia com a excusa per envair Etiòpia. Etiòpia aconseguí l'ajut de Rússia, els interessos dels quals a l'Àfrica oriental van fer que s'enviessin grans quantitats d'armament modern per als etíops per repel·lir la invasió italiana. Com a resposta, la Gran Bretanya decidí fer costat als italians a desafiar la influència russa a l'Àfrica i declarà que tota Etiòpia es trobava sota l'esfera d'influència italiana. Al llindar de la guerra, el militarisme i el nacionalisme italià van arribar al cim, amb els italians darrere del seu exèrcit esperant prendre part en la propera guerra.
L'exèrcit italià fracassà en el camp de batalla, superat pels etíops, que van obligar els italians a retirar-se fins a Eritrea. La fracassada campanya etíop va ser una vergonya internacional per a Itàlia. Etiòpia restà independent d'Itàlia i d'altres potències colonials, fins que finalment va ser ocupada per Itàlia el 1936; tot i que va ser de nou alliberada 4 anys després, en la II Guerra mundial.
Entre el 2 de novembre de 1899 i fins al 7 de setembre de 1901, Itàlia participà en l'Aliança de les Vuit Nacions durant la Rebel·lió Boxer a la Xina. El 7 de setembre de 1901, la dinastia Qing cedí una concessió a Itàlia a Tientsin. El 7 de juny de 1902, la concessió passà a mans italianes, i fou administrada per un cònsol.
El 1911, Itàlia declarà la guerra a l'Imperi Otomà i envaí Líbia. La guerra només durà un any, però l'ocupació acabà en actes de discriminació cap als libis, com la deportació forçosa cap a les illes Tremiti a l'octubre de 1911. El 1912, un terç d'aquells libis havien mort de fam. L'annexió de Líbia portà els nacionalistes a demanar la dominació italiana de la Mediterrània, amb l'ocupació de Grècia i de la costa adriàtica de Dalmàcia.

### Giovanni Giolitti
El 1892, Giovanni Giolitti esdevingué primer ministre d'Itàlia per primer cop. Tot i que el seu primer govern es col·lapsà en un any, Giolitti tornà el 1903 a governar el país durant un període fragmentat que s'estendria fins al 1914. Giolitti havia passat la seva joventut com a funcionari, ocupant diverses posicions dins dels governs de Crispi. Giolitti va ser el primer primer ministre italià de llarga estada en bastants anys perquè exercia amb mestria el concepte polític del transformismo manipulant, coaccionant i subornant els oficials que tenia al costat. En les eleccions dels governs de Giolitti, el frau electoral era comú, i Giolitt ajudà a millorar el vot a les regions que el recolzaven, mentre que intentava aïllar i intimidar les zones on l'oposició era més forta. La Itàlia meridional estava en un estat terrible abans i durant dels mandats de Giolitti com a primer ministre. Quatre cinquenes parts dels habitants de la Itàlia meridional eren analfabets, i la situació era horrible perquè els problemes del gran nombre de terratinents portà a la fam i a la rebel·lió. La corrupció era un problema tan gran que el mateix Giolitti va admetre que hi havia llocs on la llei no operava com a tal.
El 1911, el govern de Giolitti envià forces per ocupar Líbia. Mentre que l'èxit de la Guerra de Líbia millorava l'estatus dels nacionalistes, no ajudà gaire l'administració de Giolitti. El govern intentà silenciar-hi les crítiques parlant sobre les seves fites estratègiques i les seves innovacions en la guerra: Itàlia era el primer país a fer servir l'aviació amb propòsits militars, i fins i tot realitzà bombardeigs des de l'aire sobre les forces otomanes. La guerra radicalitzà el Partit Socialista Italià: els revolucionaris contraris a la guerra, liderats pel futur dictador feixista Benito Mussolini clamaven per la violència per derrocar el govern. Giolitti tornà a ser primer ministre breument el 1920, però l'època del liberalisme ja s'havia acabat a Itàlia.

## Primera Guerra mundial i postguerra

### Preludi a la guerra, dilema intern
A l'albada de la Primera Guerra Mundial, el Regne d'Itàlia encarà diversos problemes a curt i llarg termini per determinar quins havien de ser els seus aliats i els seus objectius. El recent èxit italià en l'ocupació de Líbia després de la Guerra italoturca havia portat tensió i gelosia amb els seus aliats de la Triple Aliança, l'Imperi alemany i l'Imperi austrohongarès, ja que ambdós estats havien buscat apropar les relacions amb l'Imperi Otomà, i fins al punt que a Múnic es cantaren cançons antiitalianes. Les relacions francoitalianes també es trobaven en un mal moment: França se sentia traïda pel suport italià a Prússia, obrint la possibilitat que la guerra esclatés entre ambdós països. Les relacions amb Gran Bretanya també trontollaven donades les constants demandes italianes per obtenir un paper major en l'escenari mundial seguint l'ocupació de Líbia, i les seves demandes eren que altres nacions acceptessin les seves esferes d'influència a l'Àfrica oriental i a la Mediterrània.
La zona entre l'Egipte britànic i els territoris italians és la regió de la Cirenaica, la possessió de la qual es disputaven Itàlia i el Regne Unit. A la Mediterrània, les relacions entre Itàlia i Grècia van empitjorar quan Itàlia ocupà entre 1912 i 1914 les illes de població majoritàriament grega del Dodecanès i Rodes (illes formalment controlades per l'Imperi Otomà. Itàlia i Grècia també tenien una ben visible rivalitat en l'afer de l'ocupació d'Albània. Al mateix rei Emmanuel III no li agradaven les aventures colonials italianes en terres llunyanes, i deia que Itàlia havia de preparar-se pel retorn de les terres italianes d'Àustria-Hongria, per completar el Risorgimento. Aquesta idea posà bastons a les rodes en les relacions entre Itàlia i Àustria-Hongria.
Un obstacle major en la decisió sobre què fer en la guerra era la mateixa inestabilitat política el 1914. Després de la formació de govern pel primer ministre Antonio Salandra al març de 1914, el govern intentà guanyar-se el suport dels nacionalistes i s'inclinà cap a la dreta. Al mateix temps, l'esquerra es guanyà la repulsa del govern després de la mort de 3 manifestants antimilitaristes al juny. Molts elements de l'esquerra, inclosos els sindicalistes, els republicans i els anarquistes protestaren contra això, i el Partit Socialista Italià declarà una vaga general a Itàlia. Les protestes que seguiren es coneixerien com la Setmana Roja, mentre que els seguidors d'esquerra s'alçaren en diversos actes de desobediència civil tant a les grans ciutats com a les petites, bloquejant les estacions del tren, tallant els cables del telèfon i cremant les oficines d'impostos. No obstant això, dos dies després es desconvocà oficialment la vaga, si bé el descontentament oficial continuà. Els nacionalistes militaristes lluitaven pels carrers amb els esquerrans antimilitaristes, mentre que l'exèrcit Italià feia servir centenars de soldats per restablir-hi la calma.
Després de la invasió de Sèrbia per Àustria-Hongria el 1914, esclatà la Primera Guerra Mundial. Malgrat l'aliança oficial que estava en vigor entre Itàlia i l'Imperi alemany amb la Triple Aliança, Itàlia inicialment restà com a neutral, afirmant que la Triple Aliança era només per a propòsits defensius.

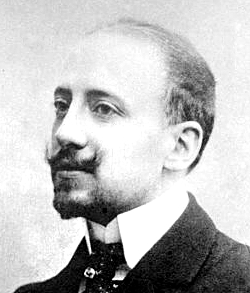
El nacionalista italià Gabriele d'Annunzio, un seguidor preeminent perquè Itàlia s'unís a l'acció en la I Guerra mundial

A Itàlia, la societat estava dividida pel que fa a la decisió davant la guerra: els socialistes majoritàriament s'hi oposaven i recolzaven el pacifisme, mentre que els nacionalistes militaristes volien l'entrada en la guerra. Dos veterans nacionalistes, Gabriele d'Annunzio i Luigi Federzoni, així com un convers que havia passat del socialisme al nacionalisme, el futur dictador Benito Mussolini, clamaven que Itàlia s'unís a la guerra. Per als nacionalistes, la guerra representava una oportunitat llargament esperada per usar una aliança amb l'Entente per guanyar territoris tradicionalment italians d'Àustria-Hongria. El 1915, al front de França, van morir parents de Giuseppe Garibaldi, l'heroi nacionalista i republicà, que s'havien presentat voluntaris per lluitar. Federzoni va fer servir els memorials per a declarar la importància que Itàlia s'unís a la guerra, i per a alertar la monarquia de les conseqüències de la desunió italiana si no ho feia:
| «                       | Itàlia ha esperat des de 1866 la seva guerra realment nacional, per tal de sentir-se finalment unificada, renovada per l'acció i l'idèntic sacrifici de tots els seus fills. Avui, mentre Itàlia encara s'agita abans de la necessitat imposada per la història, el nom de Garibaldi, tornat a santificar per la sang, s'alça de nou per avisar-nos que no seran capaços de derrotar la revolució lluitant i guanyant la seva guerra nacional | » |
| — Luigi Federzoni, 1915 | |   |

Mussolini va fer servir el seu nou diari, Il Popolo d'Italia, i els seus dots oratoris per a urgir als nacionalistes i als revolucionaris patriotes d'esquerra que recolzessin l'entrada d'Itàlia a la guerra i així poder recuperar els territoris italians d'Àustria-Hongria, dient "prou per Líbia, i ara cap a Trento i Trieste". Mussolini afirmava que els interessos socialistes reclamaven unir-se a la guerra per abatre l'aristocràtica dinastia dels Hohenzollern que regnaven a Alemanya, dels quals afirmava que eren els enemics dels treballadors europeus. Mussolini i altres nacionalistes exigien al govern italià que el país havia de participar en la guerra o encarar la revolució i feia una crida a la violència en contra dels pacifistes i dels neutralistes. El nacionalisme d'esquerres també van aparèixer al sud del país, i el socialista i nacionalista Giuseppe De Felice-Giuffrida veia que entrar en guerra era essencial per a alliberar el sud del país del cada cop més elevat preu del pa, que causava revoltes, i advocà per una guerra revolucionària.
Amb els sentiments nacionalistes fermament al costat dels que reclamaven els territoris italians d'Àustria-Hongria, Itàlia entrà en negociacions amb la Triple Entente. Les negociacions van acabar amb èxit a l'abril de 1915, quan se signà el pacte de Londres. El tractat assegurava a Itàlia el dret a obtenir els territoris de població italiana d'Àustria-Hongria, així com territoris als Balcans i a les colònies alemanyes a l'Àfrica. La proposta va satisfer els desigs dels nacionalistes i dels imperialistes italians, els quals la defensaren: Itàlia s'uní a la Triple Entente en la seva guerra contra Alemanya i Àustria-Hongria.
Les reaccions a Itàlia estaven dividides: l'antic primer ministre Giovanni Giolitti estava furiós amb la decisió italiana d'anar a la guerra contra Àustria-Hongria i Alemanya. Afirmà que Itàlia cauria en la guerra, preveient un gran nombre de motins, l'ocupació austrohongaresa de més territoris italians, i que el fracàs portaria a una rebel·lió catastròfica que destruiria la monarquia i les institucions liberals de l'estat.

### Campanya italiana de la guerra

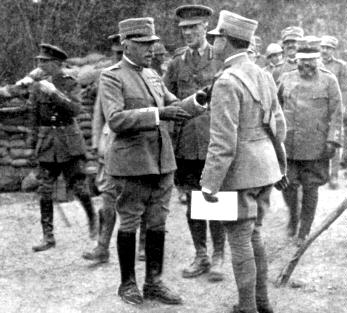
Luigi Cadorna (a l'esquerra dels dos oficials) mentre visita bateries britàniques durant la guerra

L'inici de la campanya contra Àustria-Hongria en un principi va ser favorable a Itàlia: l'exèrcit d'Àustria-Hongria va haver de cobrir els seus fronts de Sèrbia i Rússia, i Itàlia tenia superioritat numèrica. No obstant això, aquesta superioritat mai no va ser emprada totalment perquè el comandant militar Luigi Cardona insistí en un perillós atac frontal contra Àustria-Hongria en un intent d'ocupar la plana eslovena de Ljubljana. Aquest assalt podria situar l'exèrcit italià a prop de la capital imperial, Viena. Després d'onze ofensives fracassades amb unes enormes pèrdues humanes, la campanya italiana per a capturar Viena s'esllavissà.
La geografia també esdevingué una dificultat per a Itàlia, ja que la seva frontera amb Àustria-Honria era un terreny muntanyós. Al maig de 1915, les tropes italianes a la frontera ascendien a 400.000 soldats, superant els austríacs i alemanys en una proporció de quatre a un. Però, les defenses austríaques eren fortes, encara que fossin inferiors en nombre, i aconseguiren resistir l'ofensiva italiana. Les batalles amb l'exèrcit austrohongarés van ser principalment en una guerra de trinxeres als Alps, on els combats eren molt
llargs. Els oficials italians estaven escassament entrenats, en contrast amb els alemanys i austrohongaresos, i l'artilleria italiana era inferior a la dels seus oponents, a més que els italians sempre anaven perillosament curts de munició, mancança que sempre colpejaria els intents italians d'avançar en territori austríac. Això, combinat amb la rotació constant d'oficials ordenada per Cardona, comportà que molt pocs oficials aconseguiren adquirir l'experiència necessària per a comandar missions militars. Durant el primer any de la guerra, les pobres condicions de vida al camp de batalla comportaren diverses plagues de còlera i ocasionaren la mort a un nombre significatiu de soldats. Malgrat aquests problemes, Cardona rebutjà aturar l'ofensiva. Paral·lelament, tingueren lloc diversos combats entre la Regia Marina i la Kaiserliche Kriegsmarine. Les naus de guerra italianes estaven desfasades i la situació per a Itàlia esdevingué més difícil quan França i el Regne Unit rebutjaren enviar les seves naus a l'Adriàtic en veure que seria massa perillós actuar allà per la concentració de la flota austríaca. La moral era terriblement baixa entre els soldats italians, que portaven una existència tediosa quan no es trobaven al front: tenien prohibit entrar als bars o als teatres fins i tot quan es trobaven de permís. No obstant això, quan la batalla era imminent, l'alcohol corria a dojo per tal de reduir la tensió. Per tal d'escapar del tedi després de les batalles, alguns grups de soldats van treballar per crear uns bordells improvisats. Per tal de mantenir la moral, l'exèrcit italià feia lectures de propaganda sobre la importància de la guerra per a Itàlia, especialment per recuperar Trieste i Trento dels austrohongaresos. Algunes d'aquestes lectures eren realitzades per nacionalistes a favor de la guerra, populars com Gabriele D'Annunzio (el mateix D'Annunzio participaria en diversos atacs paramilitars sobre posicions austríaques a la costa adriàtica i hi perdé un ull). En canvi, se censurà Benito Mussolini pel seu passat socialista revolucionari.
El govern italià es mostrà cada cop més agreujat el 1915 per la naturalesa passiva de l'exèrcit serbi, que durant mesos no havia llançat una ofensiva seriosa contra Àustria. El govern italià acusà els militars serbis d'inactivitat per permetre als austríacs llançar els seus exèrcits contra els italians. Cardona sospitava que Sèrbia buscava negociar acabar amb les hostilitats amb Àustria i hi envià el seu ministre d'exteriors, el qual afirmava amargament que Sèrbia no era un aliat real. Les relacions entre Itàlia i Sèrbia cada cop eren més fredes, fent que els altres països de l'Entente haguessin d'oblidar la idea de formar un front unit als Balcans contra Àustria-Hongria. En les negociacions, Sonnino continuà volent permetre a Bòsnia que s'unís a Sèrbia, però rebutjà discutir el destí de Dalmàcia, que era reclamada tant per Itàlia com pels paneslavistes serbis. Mentre que Sèrbia queia davant les tropes alemanyes i austríaques el 1915, Cardona proposà enviar 60.000 soldats a Salonika per ajudar els serbis, ara a l'exili de Grècia i Albània, per ajudar a lluitar contra les forces enemigues, però l'amargor italiana cap a Sèrbia feu que es rebutgés el projecte.
Després de 1916, la situació dels italians era cada cop pitjor, i l'exèrcit austrohongarès havia fet recular els italians fins a Verona i Pàdua mitjançant la Strafexpedition. Al mateix temps, Itàlia patia una mancança de vaixells de guerra per l'acció dels submarins, i es veia amenaçada de no poder subministrar menjar als soldats, ni equip o matèries primeres; a més que els italians havien de fer front a alts impostos per pagar la guerra. Davant la penetració al nord del país, Cardona abandonà les operacions ofensives i començà una aproximació defensiva. El 1917, França, Gran Bretanya i els Estats Units oferiren enviar tropes a Itàlia per ajudar-los a aturar l'ofensiva de les potències centrals, però el govern italià ho refusà, ja que Sonnino no volia que Itàlia fos vista com un país client dels aliats i preferia l'aïllament com una alternativa més valenta. Itàlia volia mantenir Grècia fora de la guerra, car temia que si s'unia als aliats voldria annexionar-se Albània, país també ambicionat pels italians. Afortunadament per als italians, els defensors de la guerra a Grècia no van aconseguir convèncer el rei Constantí I per fer entrar el país en el conflicte, i els temors italians respecte a Albània no tingueren raó de ser.
Amb el col·lapse de l'Imperi Rus i l'inici del règim bolxevic de Lenin a Rússia el 1917, els alemanys signaren un armistici amb la recentment creada Unió Soviètica segons el tractat de Brest-Litovsk, i convergiren els exèrcits alemanys i austrohongaresos sobre Itàlia, forçant els italians a retirar-se fins al riu Pave. Les divisions internes contra la guerra van créixer paral·lelament a les cada cop més pobres condicions socials i econòmiques. La guerra portava beneficis a les ciutats, mentre que les zones rurals perdien poder. Les persones disponibles per a les tasques agrícoles van disminuir de 4,8 milions a 2,2, i gràcies a l'ajut de les dones, es va aconseguir mantenir la producció agrícola en un 90% del total de preguerra. Molts pacifistes i socialistes internacionalistes italians s'inclinaren cap al bolxevisme i demanaven que s'establissin negociacions amb els treballadors d'Alemanya i Àustria-Hongria per ajudar a finalitzar la guerra i iniciar revolucions bolxevics. El diari Avanti! del Partit Socialista Italià declarà que deixessin que la burgesia lluités la seva pròpia guerra. Les dones d'esquerres del nord d'Itàlia encapçalaren protestes demanant accions contra l'alt cost de la vida i exigint el final de la guerra. A Milà, al maig de 1917, els revolucionaris bolxevics organitzaren una revolta exigint el final de la guerra i aconseguiren que tanquessin les fàbriques i el transport públic. L'exèrcit italià va haver d'entrar a Milà amb tancs i metralladores per fer front als bolxevics i als anarquistes, que lluitaren violentament fins al 23 de maig, quan l'exèrcit aconseguí el control de la ciutat amb gairebé 50 morts (3 dels quals eren soldats italians), i uns 800 més van ser detinguts.

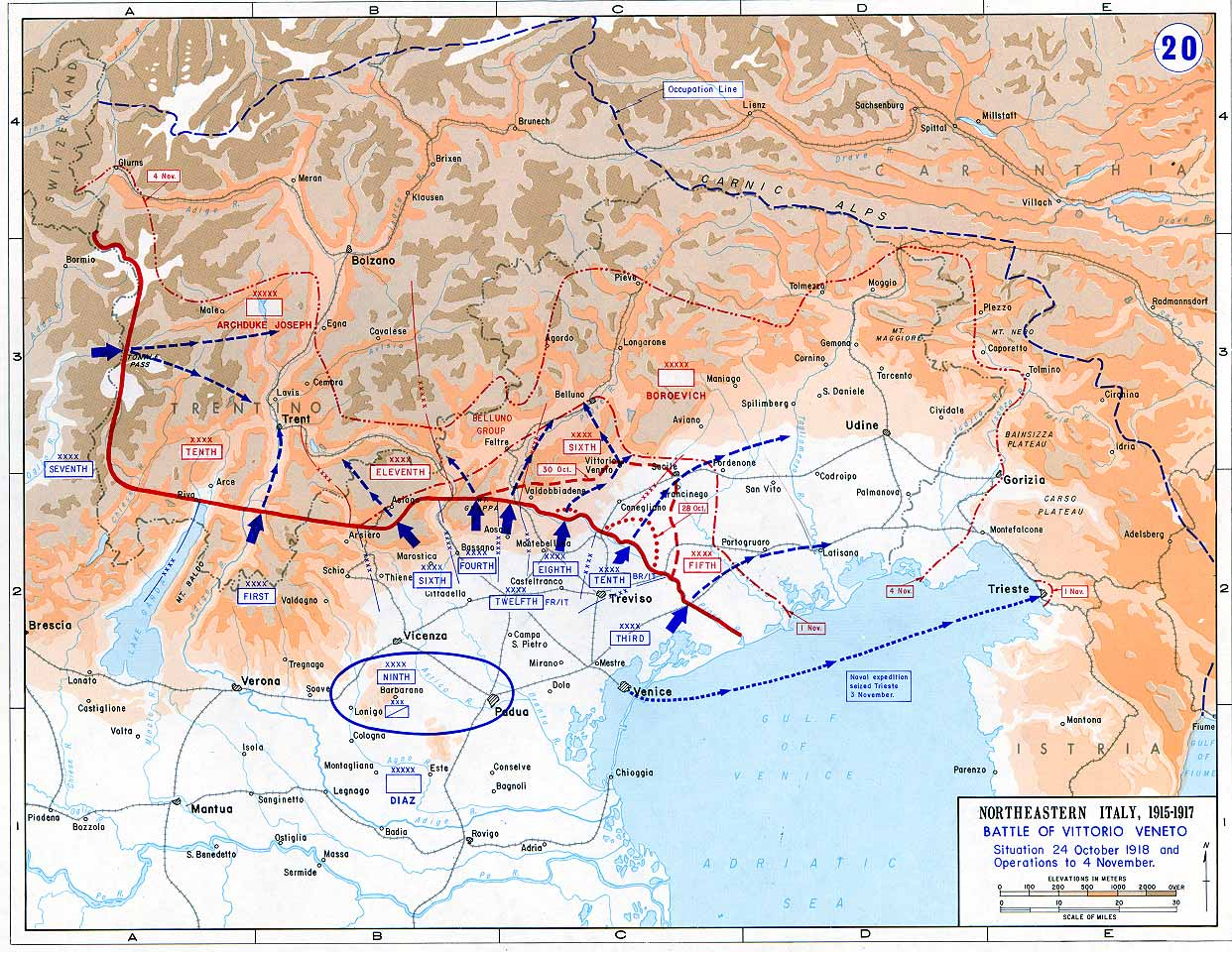
Mapa de la batalla de Vittorio Veneto, en la qual els italians aconseguiren frenar l'exèrcit austrohongarès invasor

Després de la batalla de Caporetto a l'octubre de 1917, les tropes italianes van veure's obligades a retrocedir encara més en territori italià, i la humiliació soferta promogué l'arribada de Vittorio Orlando com a primer ministre, que hagué d'enfrontar-se als problemes de la Itàlia en guerra. Orlando abandonà l'anterior aïllacionisme incrementant la coordinació amb els aliats i usant el sistema de combois per a fer front als atacs dels submarins, permetent que Itàlia pogués acabar amb l'escassetat des de febrer de 1918 endavant, a més de rebre més matèries primeres dels aliats. També el 1918, s'inicià la repressió oficial dels enemics i dels socialistes. El govern italià s'enfurismà amb els catorze punts del president estatunidenc Woodrow Wilson pels quals Itàlia no adquiriria Dalmàcia com se li havia promès al tractat de Londres (1915). Al Parlament, els nacionalistes condemnaren els catorze punts de Wilson com una traïció al tractat de Londres, mentre que els socialistes clamaven que els punts de Wilson eren vàlids i afirmaven que el tractat de Londres era una ofensa als drets dels eslaus, grecs i albanesos. Les negociacions entre Itàlia i els aliats, particularment amb la nova delegació iugoslava (que substituïa la delegació de Sèrbia) acordaren un tracte entre italians i iugoslaus, segons el qual Dalmàcia, reclamada per Itàlia, s'acceptava com a iugoslava; mentre que Ístria, reclamada pels iugoslaus, passaria a ser italiana.

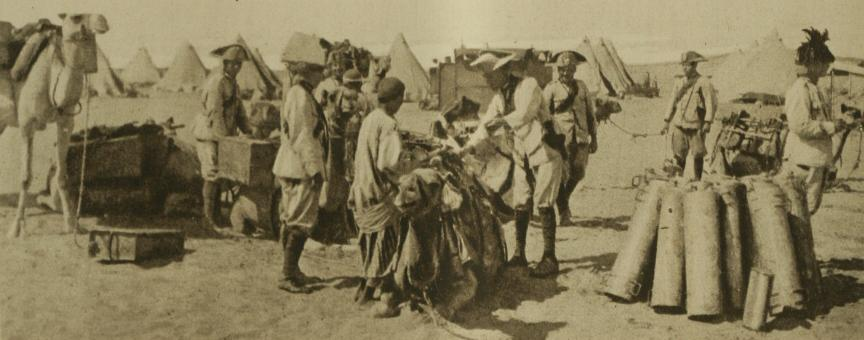
Carabinieri italians servint a Palestina durant la I Guerra mundial

A Piave, l'exèrcit italià aconseguí aturar els exèrcits invasors. Els exèrcits oponents fallaren repetidament en grans batalles com la d'Asiago i de Vittorio Veneto. L'exèrcit italià aixafà l'ofensiva austríaca en la darrera batalla. La lluita entre Àustria-Hongria i Itàlia finalitzà amb l'armistici de l'11 de novembre de 1918, amb el qual s'acabà la I Guerra mundial.
Durant la guerra, el Regio Esercito incrementà els seus efectius de 15.000 soldats el 1914 a 160.000 el 1918, amb un total de 5 milions d'incorporacions al servei durant la guerra. Això va tenir un terrible cost: al final de la guerra, Itàlia havia perdut prop de 700.000 soldats i tenia un dèficit de 12 bilions de lires. La societat italiana estava dividida entre la majoria pacifista que s'oposava a la guerra i en una minoria de nacionalistes proguerra que condemnaven el govern italià per no haver anat a la guerra amb Àustria immediatament al 1914.

### Els assentaments territorials italians i la reacció

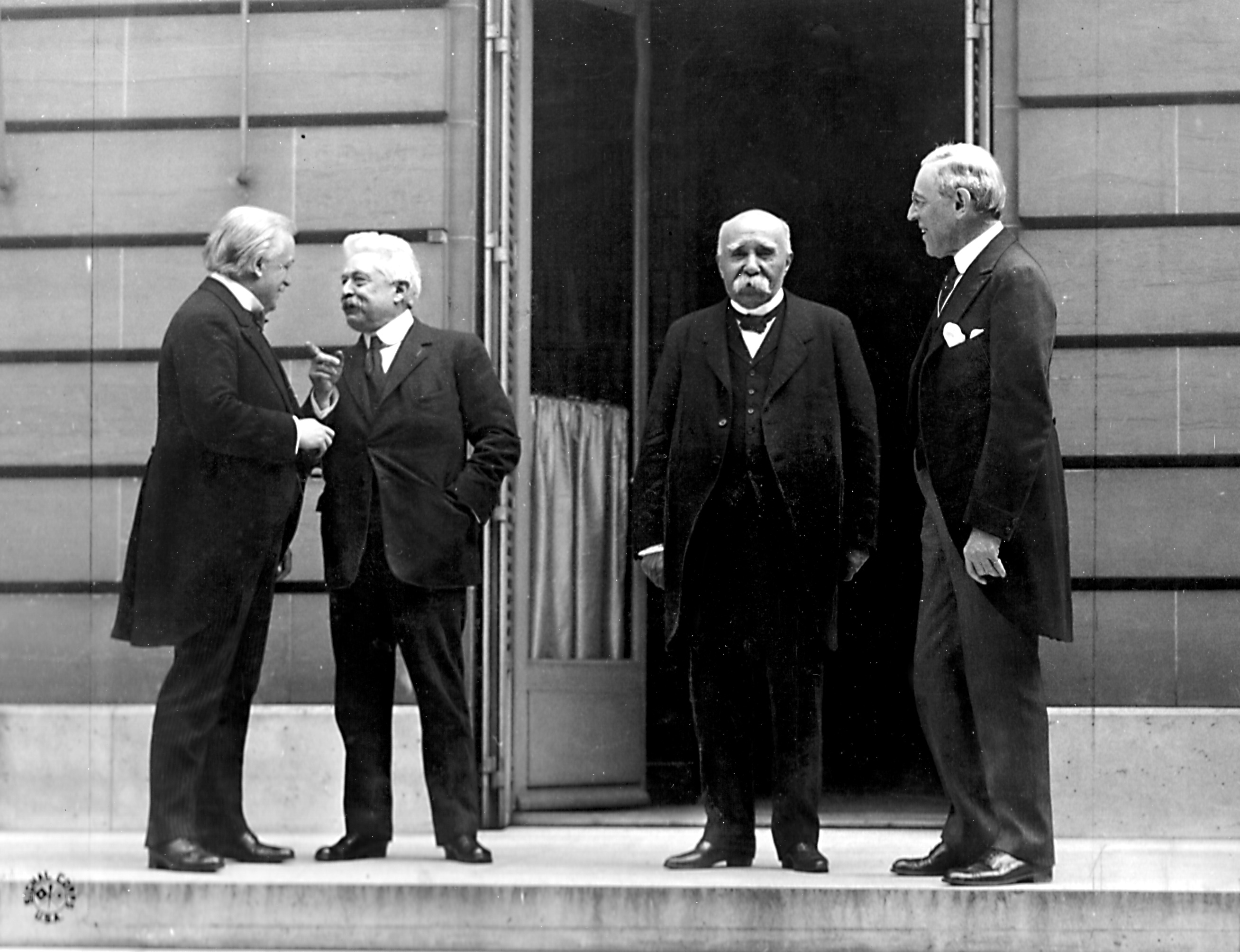
El primer ministre italià Vittorio Emanuele Orlando (segon des de l'esquerra) en les negociacions de pau a Versalles amb David Lloyd George, Georges Clemenceau i Woodrow Wilson

Quan finalitzà la guerra, el primer ministre italià Vittorio Emanuele Orlando es trobà amb el primer ministre britànic David Lloyd George, el president francès Georges Clemenceau i el president dels Estats Units Woodrow Wilson a Versalles per discutir com s'haurien de redefinir les fronteres europees per evitar una nova guerra europea en el futur.
Les converses portaren petits guanys territorials a Itàlia perquè Wilson, durant les converses de pau, va prometre llibertat a totes les nacionalitats europees per a formar els seus propis estats. Com a resultat, el tractat de Versalles no va assignar Dalmàcia i Albània a Itàlia, com s'havia promès en el pacte de Londres. A més, els britànics i els francesos decidiren dividir-se les colònies d'ultramar alemanyes en mandats propis, sense que Itàlia no en rebés cap. Malgrat tot això, Orlando signà el tractat de Versalles, la qual cosa causà estupor contra el seu govern. La tensió escalà a Itàlia entre els nacionalistes que havien recolzat l'esforç de la guerra i s'oposaven a la victòria mutilada (que era com l'anomenaven), i els partidaris d'esquerra que s'havien oposat a la guerra.
Furiós pels acords de pau, el revolucionari nacionalista Gabriele D'Annunzio dirigí els nacionalistes cap a l'estat lliure de Fiume al setembre de 1919. La seva popularitat entre els nacionalistes feia que l'anomenessin Il Duce (el líder), i com que va fer servir paramilitars amb camisa negra al seu assalt a Fiume, l'uniforme paramilitar de camisa negra esdevindria sinònim del moviment feixista de Mussolini. La reclamació de l'annexió de Fiume s'estengué per tots els costats de l'espectre polític, incloent-hi els revolucionaris feixistes de Mussolini. Els discursos de D'Annunzio van fer que els nacionalistes croates s'unissin al seu costat. També va mantenir contactes amb l'Exèrcit Republicà Irlandès i amb els nacionalistes egipcis.
L'ocupació finalitzà un any després, però Fiume va ser annexionat a Itàlia el 1924. Mussolini aprengué de D'Annunzio la manera d'agitar el patriotisme per tal de guanyar suport entre els nacionalistes, els socialistes, els anarquistes i els veterans de guerra.

## El feixisme

### Inicis del moviment
El 1914, Benito Mussolini va ser expulsat del Partit Socialista Italià després d'advocar per la intervenció italiana contra Àustria. Abans de la I Guerra mundial, Mussolini s'havia oposat al reclutament militar obligatori, havia protestat per l'ocupació italiana de Líbia i era l'editor del diari oficial del Partit Socialista Avanti!. Amb el temps, simplement advocava per la revolució, sense mencionar la lluita de classes. El nacionalisme de Mussolini li permeté contactar i aconseguir fons per crear el seu propi diari, Il Popolo d'Italia, per convèncer els socialistes i els revolucionaris que donessin suport a la guerra. França, Gran Bretanya i Rússia, amb l'esperança que Itàlia s'unís a l'Entente, van ajudar a finançar el diari. Aquest diari esdevingué el diari oficial del feixisme italià anys després. Durant la guerra, Mussolini serví a l'exèrcit i va ser ferit un cop (si bé es creu que la ferida va ser de resultes d'un accident durant una pràctica amb bombes de mà, ell sempre va afirmar que havia estat ferit en combat).

Benito Mussolini amb els camises negres feixistes durant la Marxa sobre Roma

Tot just després del final de la guerra i del tractat de Versalles el 1919, Mussolini creà els Fasci di Combattimento o Lliga de Combat. Originàriament, van ser dominats pels socialistes patriòtics i per sindicalistes veterans que s'oposaven a la naturalesa pacifista del Partit Socialista Italià. Els feixistes, inicialment, tenien una plataforma inclinada cap a l'esquerra, prometien la revolució social, representació proporcional, el sufragi femení i el repartiment de la propietat. El 15 d'abril de 1919, els feixistes van debutar en la violència política, quan un grup de membres dels Fasci di Combattimento van atacar les oficines de l'Avanti!. Reconeixent els errors de la política revolucionària d'esquerra inicial dels feixistes, Mussolini orientà l'organització lluny de l'esquerra, transformà el moviment revolucionari en un moviment electoral el 1921, anomenat el Partido Nazionalne Fascista (Partit Nacional Feixista). El partit copià els termes nacionalistes de D'Annunzio i rebutjà la democràcia parlamentària. Mussolini canvià la seva política original revolucionària, abandonant les tesis anticlericals per fer costat a l'Església catòlica i abandonà la seva oposició pública a la monarquia. El suport feixista i la violència van començar a créixer el 1921, i els oficials de l'exèrcit profeixistes van començar a proveir d'armes i vehicles militars per als atacs contrarevolucionaris contra els socialistes.

El feix, emblema del Partit Nacional Feixista

El 1920, Giolitti havia tornat com a primer ministre per intentar salvar Itàlia de l'abisme. Un any després, el govern de Giolitti era inestable, i la creixent oposició socialista feia perillar el govern. Giolitti cregué que els feixistes podrien rebaixar la tensió i els utilitzà per a protegir l'estat dels socialistes. Decidí incloure els feixistes a les seves llistes electorals per a les eleccions de 1921. En les eleccions, els feixistes no van obtenir grans guanys, però el govern de Giolitti fracassà a aconseguir una coalició suficient per governar i oferí càrrecs en el seu govern als feixistes, però aquests van rebutjar l'oferta i encara es van unir als socialistes per tal d'enderrocar el govern. El 1922, Mussolini s'havia convertit en una personalitat dominant dins de l'espectre polític italià: la seva popularitat provenia del seu talent per als discursos, la intimidació i els suborns. Un nombre dels descendents d'aquells que havien servit amb Garibaldi durant la revolució van ser convençuts pels ideals revolucionaris nacionalistes de Mussolini. El seu discurs del corporativisme i el futurisme va atraure els que reclamaven un tercer camí. Però, el més important és que havia aconseguit que polítics com Facta i Giolitti no condemnessin els atacs dels seus camises negres contra els socialistes.
A l'octubre de 1922, Mussolini prengué avantatge d'una vaga general dels treballadors italians, i anuncià les seves demandes al govern italià per donar el poder al Partit Feixista o encararia un cop. En no tenir una resposta immediata, un petit nombre de feixistes van començar un llarg camí a través de tot Itàlia fins a Roma, que es va anomenar la Marxa sobre Roma, dient als italians que els feixistes intentaven restaurar la llei i l'ordre. Tanmateix, Mussolini no participà en la marxa. Els feixistes van exigir la dimissió del primer ministre Luigi Facta i que Mussolini el substituís. Si bé l'exèrcit italià estava molt millor armat que els paramilitars feixistes, el govern italià sota el rei Víctor Manuel III encarava una crisi política. El rei es va veure obligat a escollir entre dos moviments rivals per formar govern: els feixistes de Mussolini o els antimonàrquics del Partit Socialista Italià. Escollí Mussolini.

### La Dictadura d'Il Duce
El 28 d'octubre de 1922, Víctor Manuel III demanà a Mussolini que fos el primer ministre italià, i permeté a Mussolini i al Partit Feixista que poguessin dur a la pràctica les seves ambicions polítiques, sempre que recolzessin la monarquia.
Després de prendre el poder, Mussolini formà una coalició legislativa amb els nacionalistes, els liberals i els populistes. No obstant això, l'idil·li entre els feixistes i la democràcia parlamentària s'esvaí ràpidament: la coalició de Mussolini aprovà la llei Acerbo electoral el 1923, la qual donava dos terços dels escons del parlament al partit o coalició que obtingués un 25% dels vots. El Partit Feixista va fer servir la violència i la intimidació per aconseguir aquest 25% en les eleccions de 1924, i esdevingué el partit polític governant d'Itàlia.
Després de l'elecció, el diputat socialista Giacomo Matteotti va ser assassinat després de reclamar l'anul·lació de les eleccions, donades les irregularitats. Després de l'assassinat, els socialistes van abandonar el parlament, permetent a Mussolini publicar lleis encara més autoritàries. El 1925, Mussolini acceptà la responsabilitat de la violència feixista el 1924, i declarà una dictadura feixista en la qual ell seria primer ministre d'Itàlia sense oposició, amb l'aprovació del rei.
Els seguidors de Mussolini li van concedir el títol no oficial d'Il Duce o el líder. També començà a desenvolupar-se un culte a la personalitat que el presentava com al salvador de la nació.

### Cultura, propaganda, societat i fites

Escut del Regne d'Itàlia durant el feixisme, combinant els símbols dels Savoia amb els feixistes

Tot just després d'accedir al poder, el règim feixista començà a treballar perquè Itàlia esdevingués un estat d'un únic partit i per integrar el feixisme en tots els aspectes de la vida italiana. El 1935, mitjançant la publicació La doctrina del feixisme, es declarà oficialment un estat totalitari:
| «                             | La concepció feixista de l'estat és abraçar-ho tot; fora no poden existir valors humans o espirituals, i molt menys tenir valor: el feixisme és totalitari, i l'estat feixista (una síntesi i una unitat inclusiva de tots els valors) interpreta, desenvolupa i potencia tota la vida d'un poble | » |
| — Doctrina del Feixisme, 1935 | |   |

Sota el feixisme, la definició de la nacionalitat italiana descansava sobre la fundació militarista i l'ideal del nou home del feixisme, en què els italians sacrificarien el seu individualisme i la seva autonomia per veure's com un component de l'estat. Sota el totalitarisme, només els feixistes serien considerats com a autèntics italians, i pertànyer al Partit Feixista era necessari per a adquirir la ciutadania completa; els que no prometien fidelitat al feixisme eren expulsats de la vida pública i no podien trobar feina. El règim feixista també buscava que els expatriats abracessin la causa feixista i s'identifiquessin amb Itàlia i no pas amb el seu lloc de residència. Amb el concepte del totalitarisme, Mussolini i el règim feixista van imposar una agenda per millorar la cultura i la societat italiana basant-se en l'antiga Roma, la dictadura personal, i alguns aspectes futuristes d'intel·lectuals i artistes italians. Malgrat l'esforç per modelar una nova cultura pel feixisme, els esforços dels feixistes italians no van ser tan dràstics en comparació amb altres estats d'únic partit, com l'Alemanya nazi i la Unió Soviètica en la creació d'una nova cultura.
En la Itàlia feixista, Mussolini va ser idolatrat com el salvador de la nació: en públic i en la propaganda, el règim feixista intentà fer-lo omnipresent en la societat italiana. Gran part de la crida feixista a Itàlia estava basada en el culte a la personalitat cap a Mussolini i la seva popularitat. Mussolini tenia una oratòria apassionada i el culte a la personalitat es desenvolupà mitjançant trobades i desfilades dels seus camises negres a Roma, les quals van servir d'inspiració a Adolf Hitler i al Partit Nacional Socialista dels Treballadors Alemanys (el Partit Nazi) a Alemanya.
El règim feixista instituí la propaganda en la ràdio, en les notícies del cinema, i en alguns films. El 1926, s'aprovaren lleis que deien que s'havien de passar noticiaris propagandístics abans de la projecció de les pel·lícules en el cinema. Aquests noticiaris eren molt més efectius per a influenciar el públic italià que no pas les pel·lícules propagandístiques o la ràdio (molt pocs italians tenien receptors de ràdio llavors). La propaganda feixista era sempre present en cartells i en l'art patrocinat per l'estat. L'art i la literatura en la Itàlia feixista no estaven estrictament controlats, i només se censuraven si criticaven l'estat.

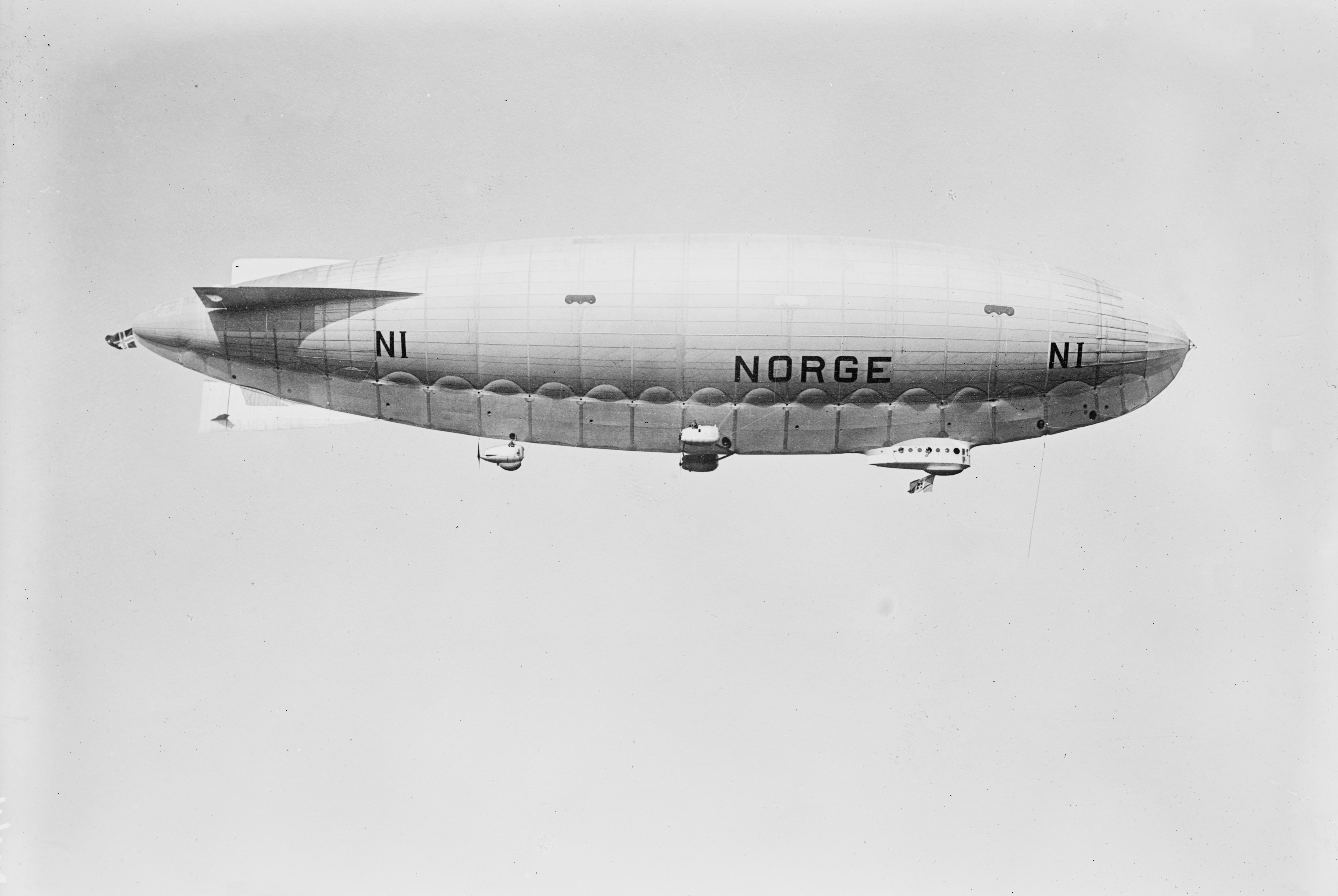
L'aeronau Norge, que portà Umberto Nobile en la primera expedició aèria sobre el pol Nord el 1926. Malgrat aquest èxit, Nobile tindria una encesa controvèrsia amb Mussolini durant la fracassada expedició dos anys després

El 1926, Itàlia esdevingué el primer país a realitzar una expedició aèria sobre el pol Nord. Va ser realitzada per Umberto Nobile amb l'aeronau Norge 1. S'enlairà a Roma i es dirigí fins a Oslo (Noruega), abans de dirigir-se cap al pol Nord. Els projectes de Nobile i aquest èxit nacional van ser refusats per alguns membres del partit feixista, així com per l'aviador Italo Balbo i altres competidors de l'aviació. Finalment, Nobile intentà guanyar demanant fons al govern per construir noves aeronaus, però el règim feixista rebutjà les seves propostes. Nobile es veié obligat a trobar finançament privat per a construir la seva nova aeronau per a la seva nova expedició de 1927-28. El govern proveí les naus de subministrament essencial per a l'equip de l'expedició de Nobile quan arribà al pol Nord aquell any. L'expedició acabà en desastre quan l'aeronau N4 Italia s'estavellà al pol Nord. Nobile i els supervivents trigaren setmanes a ser rescatats per un vaixell trencagels soviètic. Després del rescat, Nobile era vist com un heroi pels italians, però per a Mussolini i els feixistes l'expedició de 1928 va ser una humiliació. S'ordenà a Nobile que informés Mussolini a Roma. Allà, Nobile li explicà els problemes que havien tingut ell i els altres exploradors, però la frustració de Mussolini cap a Nobile creixia, i Nobile va ser culpat del desastre. Subseqüentment, el règim feixista negà qualsevol ajut a Nobile, i aquest emigrà el 1931 a la Unió Soviètica, on li oferien ajut pel seu programa d'aeronaus.
El 1933, Itàlia assolí diversos èxits tecnològics. El govern feixista va gastar grans sumes de diners en projectes tecnològics com la construcció d'una nova línia italiana oceànica SS Rex, que el 1933 va fer el rècord de travessar l'oceà en 4 dies, així com en el finançament de l'hidroavió Macchi M.C.72, que el 1933 i el 1934 va ser l'hidroavió més veloç del món. El 1933, el membre del govern Italo Balbo va fer un vol transatlàntic per a l'Exposició Universal de Chicago, anomenada el Segle del Progrés. El vol simbolitzava el poder del lideratge feixista i el progrés industrial i tecnològic que l'estat havia fet sota la direcció feixista.
Durant algun temps, la Itàlia feixista romangué menys repressiva que altres estats totalitaris, com la Unió Soviètica i l'Alemanya nazi. Això canvià el 1938, i sota la pressió d'Alemanya, Mussolini va fer que el règim adoptés una política d'antisemitisme que va ser extremadament impopular tant al país com al partit mateix; un nombre significatiu dels seus membres eren jueus. Com a resultat, el règim va perdre la seva directora de propaganda, Margherita Sarfatti, que era jueva, a més de ser l'amant de Mussolini. En la seva aliança amb l'Alemanya nazi, el règim feixista ajudà els nazis en la deportació dels jueus als camps de concentració, camps de treball i camps d'extermini durant l'Holocaust. A la mateixa Itàlia s'establiren camps de concentració i d'internament, però aquests camps no eren com els alemanys, i s'hi permetia a les famílies que romanguessin juntes i no hi havia una campanya deliberada d'assassinats en massa com succeïa a Alemanya.

### Les relacions amb l'Església catòlica
Les relacions amb l'Església catòlica romana van millorar significativament durant el règim de Mussolini. Tot i la seva oposició inicial a l'Església, després de 1922, Mussolini va fer una aliança amb el Partito Popolare Italiano (d'àmbit proeclesiàstic). Mussolini negocià amb el papa per garantir la sobirania del territori del Vaticà com a part de la "conciliazione", en un concordat anomenat els pactes del Laterà per millorar les relacions oficials d'Itàlia amb l'Església. Les negociacions, això no obstant, van començar sent tenses: el Vaticà i el règim feixista van començar amb unes agres argumentacions sobre què voldria dir i com s'hauria d'interpretar un pacte. Giovanni Montini (el futur papa Pau VI), que estava relacionat amb polítics d'esfera catòlica a Itàlia, qüestionava el valor del concordat sobre l'assegurança de la sobirania vaticana, afirmant que si la llibertat del papa no pot ser garantida per la fe forta d'un poble lliure, i especialment l'italià, llavors no hi haurà territori ni tractat capaç de fer-ho.

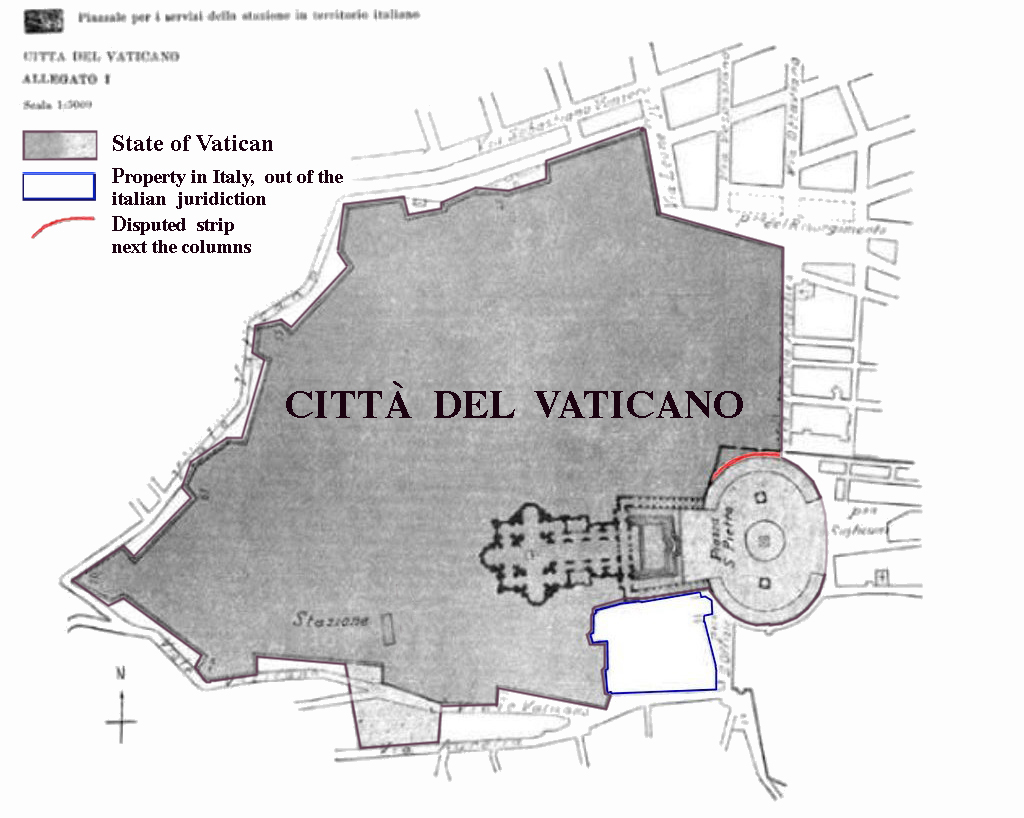
Territori de la Ciutat del Vaticà, establerta pel tractat del Laterà

El règim feixista, això no obstant, prosseguí amb l'intent per resoldre el problema de la sobirania vaticana. Al març de 1929 es realitzà un plebiscit en què es preguntà als italians que votessin sobre la proposta del govern per reconèixer la sobirania vaticana. Aquells que s'oposaven al concordat se sentien intimidats pel règim feixista: quan el Partit d'Acció Catòlica instruïa els italians per votar als candidats feixistes per a representar-los, Mussolini afirmà que el "no" el votaven "els anticlericals". En el diari francès Le Monde, Guido Miglioni parlava sobre l'actitud del règim feixista i sobre el que veia que era la naturalesa del tractat del Laterà: "En aquests dos anys hem esperat la gradual però inexorable submissió del papa a les demandes del règim". Tot i l'oposició a la naturalesa de les negociacions, molts italians temien que un resultat negatiu incitaria els feixistes a efectuar represàlies i atacs sobre aquells que s'havien oposat al tractat. El resultat del plebiscit va ser clar: van votar 8,63 milions d'italians (el 90% del cens), dels quals només 135.761 van votar "no". El tractat del Laterà se signà i es reconegué la sobirania del Vaticà. Tot i els problemes inicials, les relacions entre l'Església i el règim (i per extensió, amb Itàlia) milloraren significativament. El tractat del Laterà encara continua avui vigent.

### Benestar social
El gran èxit de la política social de la Itàlia feixista va ser la creació de l'Opera Nazionale Dopolavoro (OND) o Programa Nacional de Després del Treball. L'OND va ser la major organització estatal de lleure per a adults. El Dopolavoro va ser tan popular que, a la dècada dels 30, totes les ciutats italianes tenien una associació Dopolavoro, i era responsable de 6.400 biblioteques, 11.000 recintes esportius, 800 cinemes, 1.200 teatres i prop de 2.000 orquestres. La seva pertinença era voluntària, però tenia una gran participació donada la seva natura no política. En la dècada dels 30, sota la direcció d'Achille Starace, l'OND esdevingué una organització primordialment d'esplai, concentrada en esports i altres activitats. S'estima que el 1936 l'OND tenia el 80% dels treballadors assalariats. Prop del 40% dels treballadors industrials van ser reclutats pel Dopolavoro el 1939, i les activitats esportives provaren ser populars per a gran nombre de treballadors. L'OND esdevingué l'organització feixista que va tenir més associats a Itàlia. L'enorme èxit del Dopolavoro a la Itàlia feixista va ser clau perquè a l'Alemanya nazi es creés la seva pròpia versió, el Kraft durch Freude (KdF) o programa Força per l'Alegria, que encara va tenir més èxit que el Dopolavoro.

### Seguretat
Per a la seguretat del règim, Mussolini patrocinà una autoritat completa de l'estat, i creà la Milizia Volontaria per la Sicurezza Nazionale (Milícia Voluntària per a la Seguretat Nacional) el 1923, comunament coneguda com els camises negres pel color dels uniformes. Molts d'aquests camises negres eren membres dels Fasci di Combattimento. El 1927, es creà una força de policia secreta, l'Organizzazione di Vigilanza Repressione dell'Antifascismo (Organització de la Vigilància per a la Repressió de l'Antifeixisme, o OVRA). Va ser comandada per Arturo Bocchini per combatre els opositors del règim i de Mussolini (hi havia hagut diversos intents d'assassinar Mussolini durant els primers anys). Aquesta força era efectiva, però, a diferència de les SS alemanyes o de l'NKVD soviètica, l'OVRA no va assassinar gaires persones entre els seus enemics polítics, si bé els seus mètodes eren cruels, com ara fer ingerir oli de ricí, que causava unes diarrees severes i deshidratació, deixant la víctima amb dolors i en un estat físicament molt afeblit que de vegades resultava en mort.
Per combatre el crim organitzar, especialment la màfia a Sicília i a altres zones del sud d'Itàlia, els feixistes van concedir poders especials al prefecte de Palerm, Cesare Mori, el 1925. Aquests poders li permeteren perseguir la màfia, forçant molts mafiosi a emigrar (molts als Estats Units) o arriscar-se a ser empresonats.
No obstant això, Mori va ser tirotejat quan començà a investigar els enllaços entre la màfia i el règim feixista. Va ser rellevat del seu càrrec el 1929, i el règim declarà que s'havia eliminat l'amenaça de la màfia. El treball de Mori realment va afeblir la màfia, però no la va destruir pas. Entre 1929 i 1943, el règim feixista abandonà completament les seves mesures agressives anteriors contra la màfia, i els mafiosi relativament van ser deixats de perseguir.

### Política econòmica

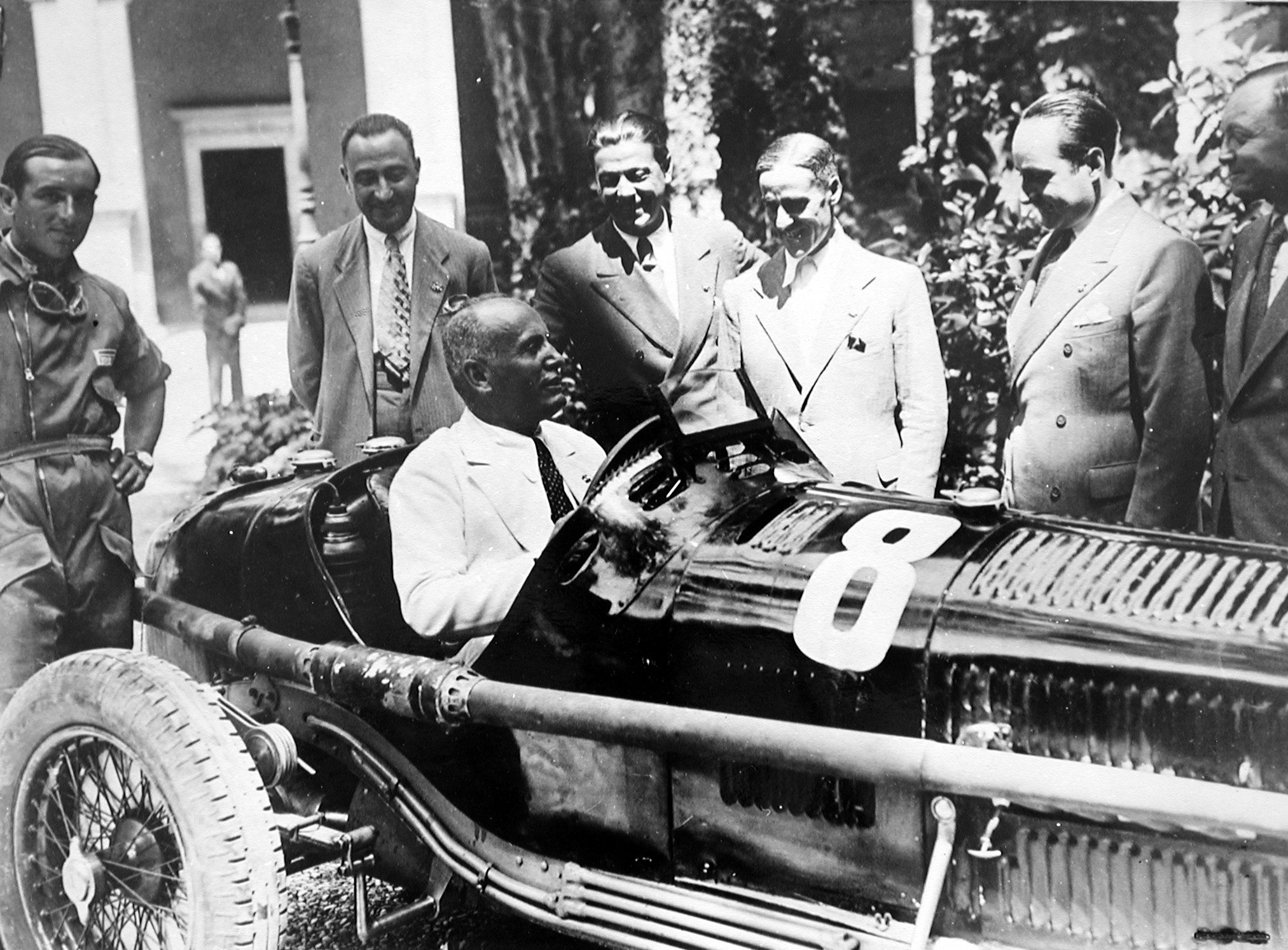
Mussolini assegut en un cotxe Alfa Romeo abans d'una competició. El règim feixista va permetre una autonomia considerable a la indústria

Mussolini i el Partit Feixista van prometre un nou sistema econòmic als italians anomenat corporativisme. El corporativisme era la fusió del capitalisme i del socialisme en un nou sistema econòmic que mantindria la diferència de classes i la jerarquia, mentre que permetia als treballadors negociar en igualtat de condicions amb els empresaris els salaris, les hores de treball, les condicions laborals, etc.
El 1935, la Doctrina del feixisme va publicar-se signada per Mussolini, si bé majoritàriament havia estat escrita per Giovanni Gentile. S'hi descrivia el paper de l'estat en l'economia sota el corporativisme. En aquells moments, el feixisme havia estat conduït més cap al suport de les forces del mercat que no pas cap a l'intervencionisme estatal.
 L'estat corporatiu considera que l'empresa privada en l'esfera de la producció és l'instrument més efectiu i útil en interès de la nació. En vista del fet que l'organització privada de la producció és una funció d'interès nacional, l'organització de l'empresa és responsable davant de l'estat de la direcció atorgada a la producció. La intervenció de l'estat en la producció econòmica només cal quan la iniciativa privada és insuficient, o quan els interessos polítics de l'estat estan involucrats. Aquesta intervenció pot prendre la forma de control, assistència o direcció directa. 
Els feixistes afirmaven que aquest sistema seria igualitari i tradicional al mateix temps. La política economia del corporativisme fracassà ràpidament: els elements d'esquerra del manifest feixista s'oposaren als industrials i als latifundistes que recolzaven el partit perquè defenien Itàlia de l'expansió del comunisme i del socialisme. Com a resultat, el corporativisme va quedar dominat per les indústries. Durant l'era de Mussolini, la legislació econòmica afavorí les classes industrials i agràries permetent la privatització, l'alliberament de les lleis de lloguer i desmantellant els sindicats no feixistes. Mentre que els sindicats feixistes no podien protegir els treballadors de totes les conseqüències econòmiques, eren responsables de fer arribar els beneficis de la seguretat social, i de vegades podien negociar contractes que beneficiaven els treballadors.
Després de la Gran Depressió del 1929, el règim feixista seguí en altres nacions en l'aplicació d'aranzels proteccionistes i intentà apuntalar l'economia. A la dècada dels 30, el govern incrementà la producció de blat, feu Itàlia autosuficient en blat i acabà les importacions del Canadà i dels Estats Units. No obstant això, aquest increment en la producció del blat va fer que es reduís la producció de fruita i hortalisses. Malgrat aquest increment en la producció, la situació de la pagesia no millorà: un 0,5% de la població posseïa el 42% de les terres de conreu italianes, i els guanys de la pagesia no s'incrementaren, mentre que els impostos pujaven. La depressió causà que l'atur s'incrementés el 1933 de 300.000 persones a un milió. Això també causà un descens del 10% en producció real i una caiguda en les exportacions. No obstant això, Itàlia encarà la depressió millor que la majoria de les nacions occidentals, car els seus serveis de beneficència van reduir-ne l'impacte. La seva força industrial entre 1913 i 1938 era fins i tot major que la d'Alemanya en el mateix període, amb només el Regne Unit i els països escandinaus per davant.
L'expansió colonial italiana a Etiòpia el 1936 demostrà tenir un impacte negatiu en l'economia italiana. La colònia de l'Àfrica oriental italiana l'any fiscal 1936-37 demanà una aportació de la metròpoli de 19.136 milions de lires, necessàries per a crear la infraestructura que mancava a la colònia. En aquells moments, Itàlia només generava 18.581 milions de lires.

### Educació
El govern feixista ordenà una política educativa rigorosa per tal d'eliminar l'analfabetisme, que era un seriós problema al país en aquells moments, a més de millorar la lleialtat dels italians cap a l'estat. Per reduir l'abandonament escolar, el govern canvià l'edat mínima d'abandonament de l'escola dels 12 als 14 anys reforçant estrictament l'assistència. El primer ministre feixista d'educació, Giovanni Gentile, recomanà que la política educativa havia d'enfocar-se en l'adoctrinament dels estudiants en el feixisme, així com educar els joves en el respecte i l'obediència a l'autoritat. El 1929, la política educativa va fer un gran pas endavant per completar l'agenda de l'adoctrinament: el govern feixista va prendre el control de l'autorització de tots els llibres escolars, s'exigí a tots els professors de secundària que fessin un jurament de lleialtat al feixisme, i els nens començaren a aprendre que devien la mateixa lleialtat al feixisme que a Déu. El 1933, s'obligà a tots els professors universitaris que fossin membres del Partit Nacional Feixista. A la dècada de 1930, l'educació a Itàlia se centrà en la història d'Itàlia, mostrant-la com una força de civilització durant l'era romana, i mostrant el renaixement del nacionalisme italià i la lluita per la independència italiana i la seva unitat durant el Risorgimento. Cap a la fi de la dècada dels 30, el govern feixista copià el sistema educatiu de l'Alemanya nazi, especialment en el camp de l'educació física, i començà un programa que exigia la bona salut física dels italians.
El talent intel·lectual a Itàlia es recompensava i promovia mitjançant la Reial Acadèmia d'Itàlia, creada el 1926 per promoure i coordinar l'activitat intel·lectual italiana.

### Política estrangera
Benito Mussolini i el Partit Feixista van prometre que Itàlia tornaria a ser una gran potència a Europa, fent un nou Imperi Romà. Mussolini va prometre que Itàlia estendria el seu poder per la mar Mediterrània. En la propaganda, els feixistes van fer servir l'antiga fórmula romana Mare Nostrum (llatí: el nostre mar) per a descriure la Mediterrània. El règim feixista incrementà les partides pressupostàries i l'atenció cap als projectes militats, i inicià els plans per crear un Imperi italià a l'Àfrica, reclamant el domini a la Mediterrània i a la mar Adriàtica. Els feixistes van considerar guerres per conquerir Dalmàcia, Albània i Grècia per a l'Imperi italià.
Els esforços colonials a l'Àfrica van començar a la dècada de 1920, mentre que la guerra civil s'estenia per l'Àfrica septentrional italiana (Africa Settentrionale Italiana, o ASI), a mesura que la població àrab rebutjava el mandat colonial italià. Mussolini envia el mariscal Rodolfo Graziani perquè dirigís una campanya de pacificació punitiva contra els nacionalistes àrabs. El moviment de resistència àrab va ser encapçalat per Omar Mukhtar. Després d'una treva molt disputada el 3 de gener de 1928, la política feixista a Líbia augmentà la seva brutalitat. Des de la Mediterrània i fins a l'oasi d'Al-Jaghbub es construí una frontera de filferro espinós. Poc després, l'administració colonial començà a deportar tota la població del Jàbal al-Akhdar per negar als rebels el suport de la població local. La migració forçosa de més de 100.000 persones a camps de concentració a Suluq i Al-'Aghela provocà la mort de desenes de milers en haver de viure en condicions inhumanes (s'estima que van morir un mínim de 80.000 libis, o fins i tot més de la meitat de la població de la Cirenaica, a causa de les morts en combat, malalties o fam). Després de la captura d'Al-Mukhtar el 15 de setembre de 1931, i de la seva execució a Bengasi, la resistència va concloure. La limitada resistència a l'ocupació italiana cristal·litzà al voltant del Sheik Idris, emir de Cirenaica.
Per a expandir els límits de la colònia de Líbia, el govern de Mussolini va haver de negociar amb el govern britànic. Les primeres negociacions van començar el 1925 per definir la frontera entre Líbia i el protectorat britànic d'Egipte. Aquestes negociacions van resultar que Itàlia adquirí uns territoris abans indefinits. El 1934, un cop més, el govern italià demanà més territoris per Líbia a costa del Sudan britànic, la qual cosa li va ser concedida. Aquestes concessions probablement es permeteren donades les relatives bones relacions entre Itàlia i Gran Bretanya abans de 1935.
El 1935, el Regne d'Itàlia estava al cim del seu prestigi i poder internacional. Mussolini havia fet entrar Itàlia en una aliança amb França i el Regne Unit contra una agressió de l'Alemanya nazi d'Adolf Hitler. Mussolini creia que Itàlia havia d'adquirir avantatge de l'aliança estratègica, i envaí Etiòpia per convertir-la en una colònia. De resultes, esclatà la Segona Guerra italianoetíop. Itàlia envaí l'Imperi etíop des de les colònies italianes d'Eritrea i la Somàlia italiana. Itàlia va cometre atrocitats contra els etíops durant la guerra, incloent-hi l'ús d'avions per llançar gas verinós sobre les tropes etíops. Etiòpia es rendí el 1936, completant la venjança italiana per la seva fracassada conquesta colonial de la dècada del 1880. El rei Víctor Manuel III va ser proclamat emperador d'Abissínia, i el país va quedar integrat a la gran colònia de l'Àfrica oriental italiana. Les conseqüències internacionals per la bel·ligerància italiana van ser el seu aïllament en la Societat de Nacions. França i Gran Bretanya van deixar de confiar ben aviat en Mussolini, i l'única nació que no donà l'esquena a Itàlia va ser l'Alemanya nazi. Aquest seria l'inici de la futura aliança. Després de ser condemnats per la Sovietat de Nacions, el Gran Consell Feixista proclamà la decisió italiana d'abandonar la societat l'11 de desembre de 1937, i Mussolini denuncià la societat com un temple trontollant.
Per les pressions originàries de l'Alemanya nazi, Itàlia començà a promoure una agenda racista, amb el règim feixista que abandonà la seva intenció de promoure un colonialisme basat en la propagació de la cultura italiana per passar a fer-ho amb bases racistes. El règim declarà que promouria assentaments en massa d'italians a les colònies que, d'acord amb els termes feixistes, crearien al cor del continent africà un nucli poderós i homogeni de blancs prou fort per dirigir aquestes poblacions cap a la nostra òrbita econòmica i a la nostra civilització romana i feixista. El mandat italià a les seves colònies diferia de regió a regió: el mandat a l'Àfrica oriental italiana (Africa Orientale Italiana, o AOI), una colònia que incloïa Etiòpia, Eritrea i la Somàlia italiana, era molt dura cap als nadius, i la política italiana estava dirigida a destruir la cultura nativa. Al febrer de 1937, Rodolfo Graziani ordenà als soldats italians que ataquessin els assentaments nadius a Addis Abeba, que resultà en la mort de centenars d'etíops i amb les seves llars cremades fins als fonaments. Després de l'ocupació d'Etiòpia, el règim feixista endurí la segregació racial per reduir el nombre de mulats a les colònies italianes, afirmant que netejarien la raça italiana. El matrimoni o el sexe entre italians i africans es considerà una ofensa criminal quan el règim feixista implementà el decret llei 880 de 19 d'abril de 1937, que condemnava entre un i cinc anys d'empresonament els italians agafats en relacions així. La llei no establia sentències als africans, a causa del fet que el govern feixista afirmava que només els italians eren els quals malmetien el prestigi de la seva raça. Malgrat el llenguatge racista emprat en la seva propaganda, el règim feixista acceptà el reclutament de nadius africans en les forces armades colonials, i aquests eren publicats en la propaganda. A la Líbia italiana, Mussolini difuminà les seves polítiques racistes mentre que intentava guanyar-se la confiança dels líders àrabs. La llibertat individual, la inviolabilitat de la llar i les propietats, el dret d'unir-se a les administracions civils o militars, i el dret de portar a terme lliurement una carrera o una feina van ser garantits als libis al desembre de 1934. En un famós viatge a Líbia el 1937, es portà a terme un fet propagandístic quan el 18 de març Mussolini posà amb dignataris àrabs que li donaren una espasa de l'islam honorària (que havia estat forjada a Florència), per simbolitzar que Mussolini era un protector dels pobles àrabs musulmans. El 1939, el Regne d'Itàlia s'annexiona la Líbia italiana i es publicaren lleis que permetien als musulmans a unir-se al Partit Nacional Feixista i, particularment, a l'Associació Musulmana del Líctor (Associazione Musulmana del Littorio) per als musulmans libis, i les reformes de 1939 permeteren la creació d'unitats militars líbies a part de l'exèrcit italià.
El règim feixista també s'involucrà en una política exterior europea intervencionista. El 1923, soldats italians van capturar l'illa grega de Corfú com a part dels plans feixistes per conquerir tota Grècia, però malgrat la conquesta de l'illa, Grècia no entrà en guerra amb Itàlia, i l'illa va ser retornada a Grècia. El 1925, Itàlia forçà Albània a convertir-se de facto en un protectorat que ajudaria els atacs d'Itàlia contra la sobirania grega. Corfú era important per a l'imperialisme i al nacionalisme italià a causa del fet que, en el passat, havia format part de la República de Venècia, que havia deixat una influència italiana, així com diversos monuments culturals; tot i que la població grega (i especialment els joves) protestaren obertament contra l'ocupació italiana. Les relacions amb França van ser dispars, ja que el règim feixista tenia la intenció de reconquerir les zones d'influència italiana a França, però amb l'ascens dels nazis a Alemanya, els feixistes es preocuparen més perquè Àustria continués sent independent i per l'amenaça alemanya cap a Itàlia, per si aquella demanava les zones alemanyes del Tirol. Donada aquesta preocupació vers l'expansionisme alemany, Itàlia s'uní al Front de Stresa amb França i el Regne Unit entre 1935 i 1936. El règim feixista mantenia males relacions amb Iugoslàvia, ja que volia la implosió d'Iugoslàvia per tal d'expandir-se territorialment i augmentar el poder italià. Itàlia perseguí l'espionatge a Iugoslàvia, a mesura que les autoritats iugoslaves descobriren anells d'espionatge als voltants de l'ambaixada italiana al país en diverses ocasions. El 1929, el govern feixista acceptà el nacionalista extremista croat Ante Pavelic com a exiliat iugoslau. Els feixistes desitjaven una Iugoslàvia trontollant per tal d'expandir el poder italià, i van atorgar a Pavelic recursos financers i camps d'entrenament a Itàlia per desenvolupar i entrenar la nova milícia feixista (i grup terrorista, l'Ústaixa). Aquesta organització esdevingué posteriorment la força policial de l'Estat independent de Croàcia, i assassinà centenars de milers de serbis, jueus i altres minories durant la Segona Guerra Mundial. El 1936 a Espanya, el règim feixista va fer la seva intervenció de preguerra més significativa. La República Espanyola estava dividida en una Guerra Civil entre els republicans socialistes i anticlericals i els nacionals, formats per moviments de dreta i monàrquics, encapçalats pel dictador Francisco Franco i el moviment feixista Falange Española. Itàlia envià avions, armes, i un total de 60.000 soldats en ajut dels nacionals. La guerra ajudà a entrenar els militars italians per a la guerra i millorà les relacions amb l'Església catòlica. Va ser un èxit que assegurà l'accés italià a l'Atlàntic i la seva capacitat per a prosseguir amb la política del Mare Nostrum sense l'oposició d'Espanya. L'altre gran col·laborador dels nacionals va ser l'Alemanya nazi: aquesta era la primera vegada que soldats italians i alemanys lluitaven junts des de la Guerra austroprussiana de 1866. Durant la dècada del 1930, Itàlia construí grans cuirassats i altres vaixells de guerra per tal de solidificar la presència italiana a la Mediterrània.
Després que Alemanya s'annexionés Txecoslovàquia, Mussolini decidí envair Albània per evitar esdevenir un membre de segona de l'Eix. El 7 d'abril, Itàlia envaí Albània. Després d'una curta campanya, Albània va ser ocupada, i el parlament coronà Víctor Manuel III com a rei d'Albània. La justificació històrica per a l'annexió d'Albània era a l'antiguitat, perquè la regió d'Albània havia estat una primerenca conquesta dels romans, abans fins i tot que conquerissin el nord d'Itàlia. Però, òbviament, en el moment de l'annexió, ben poca cosa lligava els italians amb els albanesos. De fet, l'annexió d'Albània va ser una conquesta militar, tot i que el país ja era de facto un protectorat italià des de la dècada de 1920 i la major part del seu exèrcit estava comandada per oficials italians enviats des d'Itàlia. L'ocupació va ser a desgrat del rei Víctor Manuel III, que es temia que provocaria que Itàlia quedés encara més aïllada que després de la guerra contra Etiòpia.

### Relacions amb l'Alemanya nazi
Quan el Partit Nazi estava prenent el poder a Alemanya, Mussolini i els feixistes italians mostraren en públic l'aprovació cap al nou govern alemany, amb Mussolini afirmant que la victòria de Hitler és la nostra victòria. El règim feixista també parlà de crear una aliança amb el nou règim alemany. Però, en privat, mostraren desaprovació cap al nou govern alemany, tot i les seves similituds ideològiques. Els feixistes desconfiaven de les idees pangermàniques hitlerianes, que veien com una amenaça per als territoris italians que prèviament havien estat austríacs. Tot i que hi havia nazis que desaprovaven Mussolini i la Itàlia feixista, Hitler havia idealitzat l'oratòria i el personatge de Mussolini, i adoptà gran part del simbolisme dels feixistes per als seus nazis, com la salutació romana amb el braç alçat i l'ús de forces uniformades paramilitars per a la violència política. Hitler havia intentat el seu propi cop d'estat del Putsch de la Cerveseria inspirat en la Marxa sobre Roma feixista.

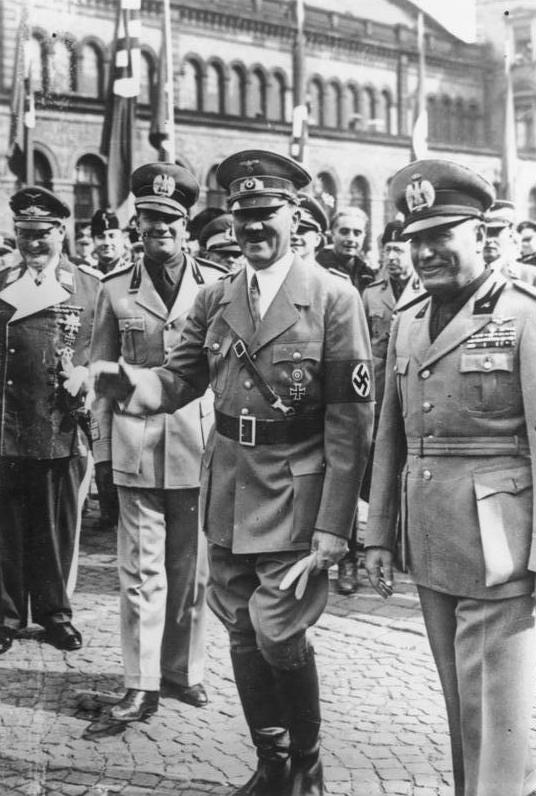
Després de l'ocupació d'Etiòpia, Mussolini i Hitler van millorar les relacions entre els seus estats, tot i que, en privat, continuarien existint les tensions personals i polítiques

Hitler havia intentar fer amistat amb Mussolini en el passat, si bé aquest tenia un escàs interès en la seva activitat política, i creia que Hitler estava una mica boig. Mussolini intentà llegir Mein Kampf per conèixer l'ideari del moviment nacional socialista, però va quedar decebut ben de pressa, i afirmà que Mein Kampf era un tom avorrit que mai no seré capaç de llegir, i remarcà que els credos de Hitler eren poca cosa més que uns clixés comuns. Tot i que, igual que Hitler, Mussolini també creia en la superioritat cultural i moral dels blancs sobre la resta d'ètnies, Mussolini s'oposava al'antisemitisme hitlerià, car un nombre important de feixistes eren jueus, incloent-hi l'amant de Mussolini Margherita Sarfatti, directora d'Art i Propaganda Feixista. A més, l'antisemitisme estava poc arrelat entre els italians. Les aparicions públiques i els retrats constants de la propaganda mostraren la proximitat entre Mussolini i Hitler, així com les semblances entre el feixisme italià i el nazisme alemany. Si bé ambdues ideologies tenien semblances significatives, ambdues faccions sospitaven de l'altra, i ambdós líders competien per guanyar cotes d'influència en el món. La primera trobada entre Hitler i Mussolini va tenir lloc al juny de 1934. Mussolini també s'oposà als esforços alemanys per a l'annexió d'Àustria després de l'assassinat del president austríac el 1934, el feixista Engelbert Dollfuss, i prometé ajut militar als austríacs si Alemanya els amenaçava (aquesta promesa salvà Àustria de l'annexió el 1934). En privat, després de la visita del 1934, Mussolini afirmà que Hitler era només un mico molest.
Després que Itàlia quedés aïllada el 1936, al govern només li quedava la possibilitat de treballar amb Alemanya per mantenir un paper estable dins l'escena internacional, abandonant la seva defensa de la independència austríaca d'Alemanya. Es va afegir al pacte Anti-Komintern el 1937 i el 28 d'octubre de 1937, Mussolini declarà el seu suport al fet que Alemanya recuperés les seves colònies perdudes després de la I Guerra mundial afirmant que "un gran poble com Alemanya ha de tenir el lloc que se li deu, i ha de beneficiar-se del sol d'Àfrica." Les dues nacions van procedir a formar l'Eix Roma-Berlín, més conegut com el pacte de l'Eix, al qual s'afegí Japó el 1940.
Amb les relacions millorades amb Itàlia, Hitler procedí amb l'Anschluß, l'annexió d'Àustria el 1938. Alemanya posteriorment reclamà els Sudets, una província de Txecoslovàquia majorment habitada per alemanys. Mussolini, gelós que Hitler incrementés cada cop més la seva importància, volgué assegurar-se que Itàlia no seria una part menor en l'aliança i envaí i annexionà Albània el 1939. Mussolini cregué que no tenia res més a fer, llevat d'ajudar Alemanya a evitar l'aïllament. Amb l'annexió d'Àustria per Alemanya el 1938, el règim feixista començà a amoïnar-se pel sud del Tirol, també habitat majorment per alemanys, els quals potser voldrien unir-se a la gran Alemanya. Els feixistes també s'amoïnaven per si Itàlia hauria de seguir les polítiques antisemites nazis per guanyar-se el favor d'aquells nazis que tenien sentiments barrejats cap als italians com a aliats. El 1938, Mussolini pressionà els companys feixistes perquè recolzessin les polítiques antisemítiques, però no va ser ben vist, car n'hi havia que eren jueus, i l'antisemitisme com a tal no era un concepte polític actiu a Itàlia com succeïa a Alemanya. No obstant això, Mussolini llançà una legislació antisemítica encara que el seu mateix gendre i preeminent feixista, el comte Galeazzo Ciano personalment condemnava aquestes lleis. Com a contrapartida, el 1939, els feixistes van demanar a Hitler que el seu govern acceptés els plans italians respecte al sud del Tirol, segons els quals els alemanys que hi residien haurien o bé d'abandonar Itàlia o bé ser italianitzats. Hitler acceptà i l'amenaça dels alemanys del sud del Tirol va neutralitzar-se.
A mesura que la guerra s'apropava, el 1939, el règim feixista llançà una campanya de premsa molt agressiva en contra de França, assenyalant com patien els italians allà establerts. Això va ser molt important per a l'aliança entre ambdós règims, ja que tots dos tenien reclamacions sobre el territori francès: Alemanya sobre la regió de l'Alsàcia-Lorena i Itàlia vers Savoia i Còrsega. Al maig de 1939, s'establí una aliança formal, coneguda com el pacte d'Acer, segons la qual Itàlia quedava obligada a lluitar al costat d'Alemanya si aquesta era atacada. Mussolini se sentí obligat a signar el pacte per la seva preocupació que Itàlia pogués quedar a part d'una futura guerra. Aquesta obligació va créixer de les seves promeses als italians que construirien un imperi i que no permetria que Hitler esdevingués el líder dominant d'Europa. Mussolini mostrà la seva repulsa pel pacte Molotov-Ribbentrop, segons el qual Alemanya i la Unió Soviètica acordaven la partició de la Segona República Polonesa en zones alemanyes i soviètiques. El govern feixista entengué aquest pacte com una traïció al pacte Anti-Comitern, però oficialment decidí restar en silenci.

## La Segona Guerra mundial i la caiguda del feixisme
Quan Alemanya envaí Polònia l'1 de setembre de 1939, donant així inici a la Segona Guerra Mundial, Itàlia no s'uní des d'un inici amb Alemanya; i Mussolini declarà el 24 de setembre que Itàlia podia escollir entre entrar en la guerra o seguir neutral, la qual cosa faria que el país perdés la seva dignitat nacional. Mussolini va dir al seu gendre, el comte Ciano, que estava personalment gelós dels èxits de Hitler, i esperava que els seus avanços s'aturessin ben aviat pel contraatac aliat. Això va ser especialment problemàtic per a Itàlia, car hagués necessitat més temps per a rearmar-se i preparar les seves indústries per a la guerra. Des de l'inici, Itàlia va quedar subordinada a Alemanya durant la guerra.
En esbossar els plans de guerra, Mussolini i el règim feixista decidiren que Itàlia es podria annexionar grans porcions de l'Àfrica i l'Orient Mitjà per augmentar el seu imperi. Tot i els dubtes del rei i del comandant militar, el mariscal Badoglio, que avisaren Mussolini que Itàlia tenia pocs tancs, vehicles blindats i avions per a portar a terme una guerra de llarga duració (Badoglio arribà a dir a Mussolini que per a Itàlia és un suïcidi entrat al conflicte europeu, Mussolini i el Consell Feixista esperaren que França fos envaïda pels alemanys.
Tot i la seva postura agressiva, Itàlia s'esperà fins que s'esvaí l'amenaça de França durant la batalla de França abans de declarar la guerra a Gran Bretanya i a França el 10 de juny de 1940, complint les obligacions contretes amb el pacte de l'Acer. Itàlia esperava conquerir ràpidament Savoia, Niça, Còrsega i les colònies africanes de Tunísia i Algèria dels francesos, però va ser ràpidament aturada quan Alemanya signà un armistici amb el comandant francès, el mariscal Philippe Petain, i establí l'estat titella de la França de Vichy, que retindria el control dels territoris ambicionats per Itàlia. Aquesta decisió suscità la ira del règim feixista.

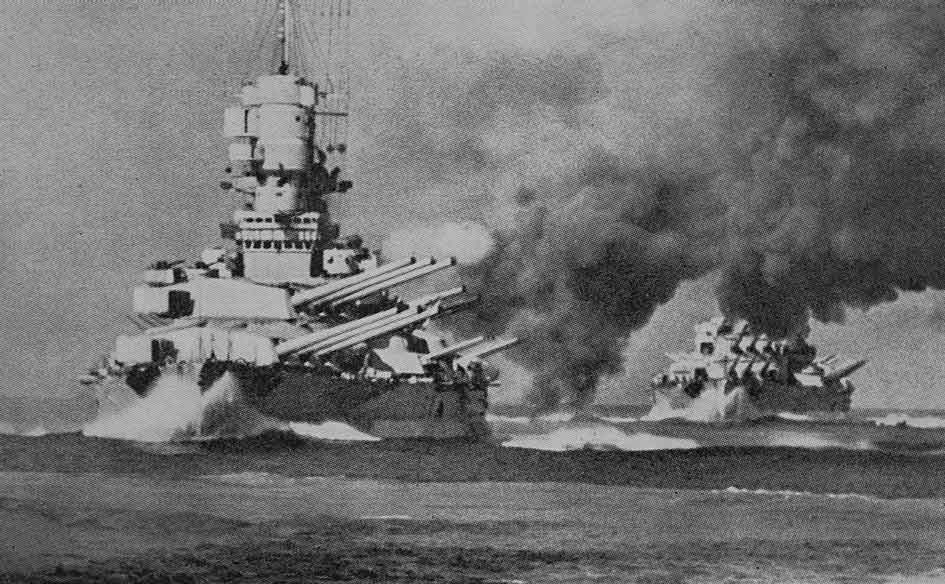
El cuirassat italià Vittorio Veneto disparant cap als vaixells britànics durant la batalla del Cap Teulada

L'única força italiana que preocupava als aliats era la Marina Reial (la Regia Marina), la quarta major força naval del món en aquells moments. El 1940, la Royal Navy britànica llançà un atac aeri per sorpresa contra la flota italiana a Tarent, que danyà els principals vaixells italians. Si bé la flota italiana no va causar tant de dany com es temia, va fer que es mantingués a la Mediterrània una força naval significativa de la Commonwealth. Aquesta flota havia de lluitar contra els italians per tal d'evitar que quedessin aïllades les forces a Egipte i a l'Orient Mitjà. El 1941, els italians aconseguiren rebutjar un atac britànic i australià contra l'illa de Kastelorizo, a les costes de Turquia. Al desembre de 1941, va tenir lloc un atac italià a Alexandria, amb submarinistes instal·lant explosius als vaixells britànics, amb el resultat de dos cuirassats britànics enfonsats. El 1942, la Regia Marina llançà un dur atac contra un comboi britànic que intentava arribar a Malta durant l'operació Arpó. No obstant això, amb el temps, els navilis aliats van causar seriosos danys a la flota italiana, i arruïnà l'únic avantatge que tenia Itàlia sobre Alemanya.
Les primeres indicacions que Itàlia estava subordinada a Alemanya es van observar durant la Guerra Italogrega, la qual va resultar un desastre per a un Reggio Esercito pobrament armat. Mussoloni havia llançat la guerra contra Grècia per demostrar a Alemanya que Itàlia no era un soci menor en l'aliança, sinó que era un imperi capaç que podia portar el seu pes. Mussolini va arribar a dir al seu govern que fins i tot deixaria de ser italià si algú pensava que lluitar contra els grecs fos difícil. Només dies després d'envair el país, l'exèrcit grec va fer retrocedir els italians fins a Albània, humiliant-los en posar-los a la defensiva. Per evitar un ridícul del seu aliat, Alemanya va haver d'emprendre una campanya dels Balcans juntament amb Itàlia, que resultà en la destrucció del Regne de Iugoslàvia el 1941. Mussolini i Hitler van compensar els nacionalistes croats permetent la creació de l'Estat independent de Croàcia sota els extremistes nacionalistes del'Ustaše. Per tal d'aconseguir el suport d'Itàlia, l'Ustaše acordà cedir a Itàlia la principal porció central de Dalmàcia, així com diverses illes de l'Adriàtic. Es permeté a Croàcia annexionar-se tot el que avui és Bòsnia i Hercegovina i iniciar una persecució de la població sèrbia. Oficialment, Croàcia era un regne i un protectorat italià, governat per Tomislav II de Croàcia, un membre de la casa de Savoia italiana, tot i que mai no arribà a trepitjar terra croata, i el govern va quedar en mansd'Ante Pavelić, el cap de l'Ustaše. Itàlia va mantenir el control de tota la costa croata, que combinava amb el control italià d'Albània i Montenegro, la qual cosa donava a Itàlia el control absolut del mar Adriàtic. El moviment de l'Ústaixa demostrà la seva vàlua per a Itàlia i Alemanya com un mitjà per combatre les Guerrilles Royalistes Chetnik i els Partisans Iugoslaus comunistes de Josip Broz Tito, que s'oposaven a l'ocupació d'Iugoslàvia.
El 1940, Itàlia envaí Egipte i ben aviat va haver de retrocedir cap a Líbia per les forces de la Commonwealth britànica. Alemanya envià un destacament per unir-se a l'exèrcit italià a Líbia per salvar la colònia davant de l'avanç britànic. Les unitats alemanyes de l'Afrika Korps, a les ordres del general Erwin Rommel van ser el punt de suport de la campanya per a expulsar els britànics de Líbia i fer-los retrocedir fins a l'Egipte central al 1941i 1942. Les victòries a Egipte van ser principalment degudes a les excel·lències estratègiques de Rommel. Les forces italianes rebien poca atenció dels mitjans al nord d'Àfrica donada la seva dependència a la superioritat en armament i experiència de les forces de Rommel. Amb el col·lapse de la França de Vichy, Itàlia guanya el control de Còrsega (que tenia una barreja de població italiana i francesa), Niça i d'altres zones del sud-est de França. Itàlia també desitjava l'ocupació d'altres zones significatives del sud de França. Però, tot i les afirmacions de la propaganda, l'"Imperi Italià" era un tigre de paper el 1942: la seva economia no estava adaptada a les condicions de guerra, les ciutats italianes estaven sent bombardejades pels aliats, i des del 1940 no havien guanyat ni una sola batalla sense l'ajut alemany. A més, tot i els avanços de Rommel el 1941 i inicis de 1942, la campanya del nord d'Àfrica començava a col·lapsar-se a la fi de 1942, i caigué el 1943 quan les forces alemanyes i italianes evacuaren el nord d'Àfrica cap a Sicília.

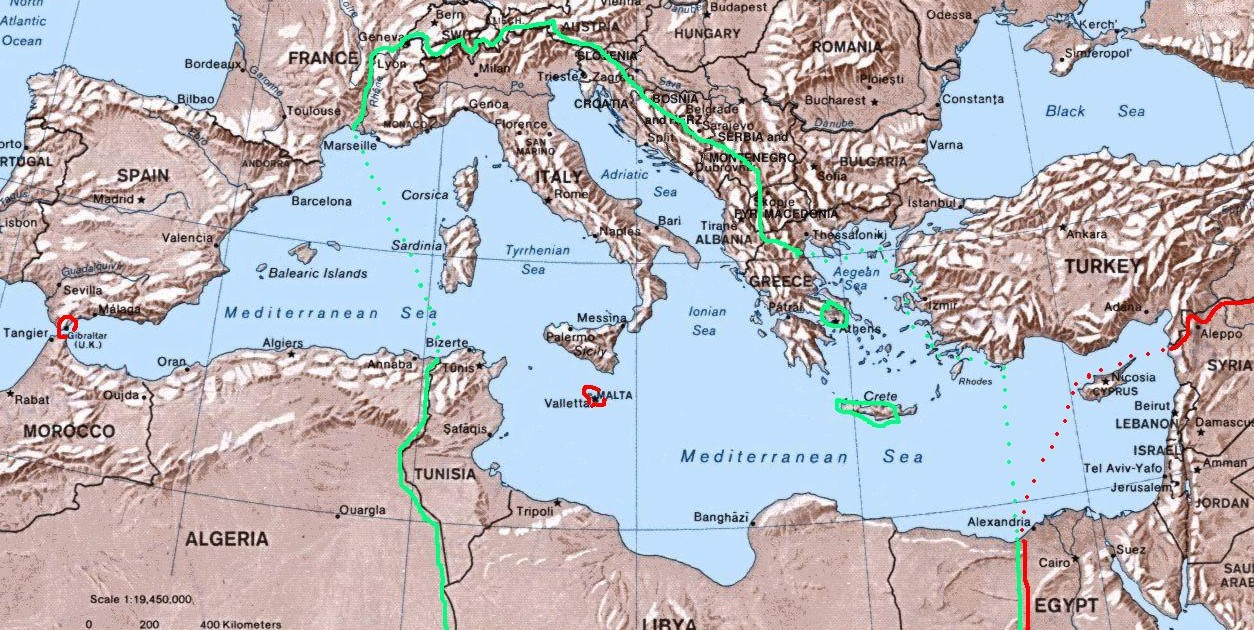
Màxima expansió italiana a la Mediterrània (línies verdes). En vermell les zones britàniques

El 1943, Itàlia estava fracassant en tots els fronts: al gener, la meitat de les forces italianes que servien al Front Oriental havia estat destruïda, els Balcans eren inestables, la campanya africana estava col·lapsada, i els italians volien acabar la guerra. El rei va urgir el comte Ciano que intentés iniciar converses amb els aliats. A mitjans de 1943, els aliats van començar la invasió de Sicília, amb la intenció de retirar Itàlia de la guerra i de tenir un punt de partida per a la invasió de l'Europa continental. Les tropes aliades van desembarcar a Sicília amb poca oposició inicial per part dels italians. La situació varià quan els aliats s'enfrontaren als alemanys. La invasió va fer que Mussolini fos completament dependent de la Wehrmacht per a protegir el seu règim. Els aliats avançaren per Itàlia amb poca oposició d'unes desmoralitzades tropes italianes, però havent d'enfrontar-se a una seriosa oposició dels soldats alemanys.

### El govern Badoglio
El 1943, Mussolini havia perdut el suport de la població italiana per haver-la portada a una guerra desastrosa. Pel món, Mussolini era vist com un boig i un "cèsar amb peus de fang" per haver dirigit el seu país a una guerra amb un exèrcit mal equipat i pobrament preparat que havia fracassat en batalla. La caiguda de Mussolini i d'Itàlia portà que el rei Víctor Manuel III i fins i tot membres del Partit Feixista volguessin apartar Mussolini del poder. El primer acte va tenir lloc quan el Gran Consell del Partit Feixista, sota la direcció de Dino Grandi, votà retirar Mussolini com a líder del partit. Dies després, Víctor Manuel III oficialment retirà Mussolini del càrrec de primer ministre i va ser substituït pel mariscal Pietro Badoglio. Després de dimitir, Mussolini va ser arrestat immediatament. El nou govern de Badoglio eliminà els darrers elements de la legislació feixista, prohibí el Partit Feixista i signà un armistici amb els aliats, abans d'unir-s'hi en la seva guerra contra l'Alemanya nazi. El nou govern reialista de Víctor Manuel III i del mariscal Badoglio van instituir un exèrcit cobel·ligerant italià, una marina cobel·ligerant italiana i una força aèria cobel·ligerant italiana. El govern Badoglio intentà establir una administració no partisana, i es permeté l'activitat de partits polítics després d'anys de prohibició durant el feixisme. Aquests anaven des dels liberals als partits comunistes, formant tots part del nou govern. Els italians celebraren la caiguda de Mussolini i a mesura que més i més territori italià passava a mans dels aliats, aquests eren benvinguts com a alliberadors.
No obstant això, el regnat de Mussolini a Itàlia no s'havia acabat. Una divisió paracaigudista alemanya, comandada per Otto Skorzeny, rescatà Mussolini del refugi de muntanya on estava custodiat mentre que estava sota arrest. Hitler va fer que Mussolini establís la República Social Italiana al nord d'Itàlia. La República Social Italiana va ser un estat titella alemany. Les forces armades del nou estat feixista eren una barreja de fanàtics feixistes lleials a Mussolini i els seus guardians alemanys. Mussolini pràcticament no tenia gens de poder, ja que Hitler i els alemanys dirigiren la campanya i no veien en la RSI res més que una zona de seguretat contra una invasió aliada d'Itàlia.
La vida dels italians sota l'ocupació alemanya va ser dura, i en especial a Roma. Els romans ja estaven farts de la guerra el 1943, i s'alegraren de la signatura del'armistici amb els aliats el 8 de setembre de 1943, quan ompliren els carrers cridant Viva la pace! ('Visca la pau!'), però, en poques hores, els alemanys havien envoltat la ciutat, atacant els antifeixistes, els monàrquics i els jueus. Els romans van haver de subministrar menjar i combustible als alemanys, i les autoritats germàniques podien detenir qualsevol que se'ls oposés, i enviar-lo a treballs forçats. Després de l'alliberament definitiu, els romans narraren que, durant la primera setmana d'ocupació alemanya, van tenir lloc crims contra els ciutadans italians, amb els soldats de la Wehrmacht buidant magatzems i robant als civils a punta de pistola. Els comandants alemanys imposaren la llei marcial a Roma, exigint el seu compliment als ciutadans, prohibint-los estar al carrer passades les 9 de la nit. Durant l'hivern de 1943, els ciutadans romans no va poder tenir prou de menjar, carbó o llenya, que van ser requisats per les autoritats alemanyes pels seus soldats allotjats als hotels. Això provocà que els romans haguessin de viure amb el fred i al límit de la fam. Les autoritats alemanyes començaren a detenir tots aquells romans que encara es trobaven en bona situació física per enviar-los a realitzar treball forçats. El 4 de juny de 1944, l'ocupació de Roma finalitzà, mentre que la Wehrmacht es retirava davant de l'avanç aliat.
Mussolini va ser capturat per partisans italians mentre que intentava escapar d'Itàlia. El 28 d'abril de 1945, els partisans comunistes el van executar. Posteriorment, els cossos de Mussolini, la seva amant i 15 alts comandaments feixistes van ser portats a Milà, on van ser brutalment colpejats i desfigurats per munions d'italians farts. Els cossos van ser penjats mitjançant ganxos de carnisser per a l'exhibició pública en reacció a la pobresa que regnava a Itàlia sota el feixisme i la subjugació d'Itàlia a Alemanya. Amb la mort de Mussolini, qualsevol resta de legitimitat de la presència dels alemanys a Itàlia s'esvaí. El 2 de maig de 1945, les forces de la Wehrmacht a Itàlia es van rendir.

## Dissolució del Regne d'Itàlia
La cloenda de la Segona Guerra mundial deixà Itàlia amb una economia destruïda, una societat dividida i furiosa contra la monarquia pel seu lligam amb el règim feixista durant els 20 anys anteriors. La ràbia aflorà entre els italians per veure's ocupats primer pels alemanys i després pels aliats.
Fins i tot abans de l'ascens del feixisme, la monarquia ja es veia que actuava pobrament, amb una societat extremadament dividida entre un nord ric i un sud pobre. La Primera Guerra mundial portà alguns guanys per a Itàlia, que ara es veien com un abonament per a la pujada del feixisme. Tota aquesta frustració portà a reviscolar el moviment republicà italià.
Després de l'abdicació del rei Víctor Manuel III el 1946, el seu fill, el nou rei Humbert II, amb l'amenaça d'una guerra civil, convocà un referèndum per decidir si Itàlia havia de seguir com una monarquia o esdevenir una república. El 2 de juny de 1946, els republicans van guanyar amb un 54% dels vots i Itàlia va esdevenir una república. Humbert II abdicà del tron italià, i es va proclamar una nova república amb un amarg ressentiment dirigit cap a la casa de Savoia. Tots els membres mascles de la família de Savoia hagueren de marxar a l'exili i se'ls prohibí l'entrada al país el 1948, prohibició que no s'aixecà fins al 2002.